# Reinado de Fernando VII de España
El reinado de Fernando VII es el período de la historia contemporánea de España de veinticinco años de duración comprendido entre 1808 y 1833. Fernando VII de España subió al trono el 19 de marzo de 1808, inmediatamente después de la abdicación de su padre, Carlos IV, tras el Motín de Aranjuez; y su reinado concluyó con su fallecimiento el 29 de septiembre de 1833. La monarquía llamada Reino de España e Indias desde el siglo XVIII pasó a denominarse Reino de las Españas durante el liberalismo español.
Fernando VII, rey nominal desde Aranjuez, cautivo desde las abdicaciones de Bayona en 1808, sin embargo es reconocido como monarca legítimo de España durante la guerra de Independencia por las Juntas de Gobierno, la Regencia y las Cortes españolas y también por las Juntas americanas. Desde el 25 de julio de 1808, fecha de la proclamación de José I Bonaparte, hasta el retorno del cautivo Fernando VII, no hubo pues, rey efectivo en España. Después de la derrota definitiva de José I Bonaparte, quien abandona Madrid el 27 de mayo de 1813, Napoleón reconoce a Fernando VII como rey de España mediante el Tratado de Valençay. El rey cautivo ya libre entra en España el 22 de marzo de 1814 por Figueras, y ahora como rey efectivo, prometió restaurar las cortes tradicionales y gobernar sin despotismo. Fernando recibe el apoyo general de la población y el respaldo de 69 diputados de las Cortes, mediante el llamado Manifiesto de los Persas, que es presentado al rey el 16 de abril en Valencia, y con este apoyo encabeza el golpe de Estado de mayo de 1814 y se proclama rey absoluto, decreta ilegales las Cortes de Cádiz, y toda su obra, lo mismo que todas las Juntas rebeldes surgidas en América. En los años siguientes, tras una sucesión de pronunciamientos liberales en la península ibérica, finalmente en 1820, se provoca la sublevación del ejército de Ultramar por Rafael Riego y Antonio Quiroga, que conduce a la reinstalación de las Cortes durante el Trienio Liberal. Se produce la reacción realista y la invasión de un ejército francés en 1823 (los Cien Mil Hijos de San Luis) que restaura a Fernando VII en el trono absoluto, hasta su muerte en 1833.
El reinado de Fernando VII tras recuperar sus derechos al trono tras la firma del Tratado de Valençay se divide convencionalmente en tres períodos: Sexenio Absolutista, Trienio Liberal y Década Ominosa.

## El efímero primer reinado (marzo-mayo de 1808)

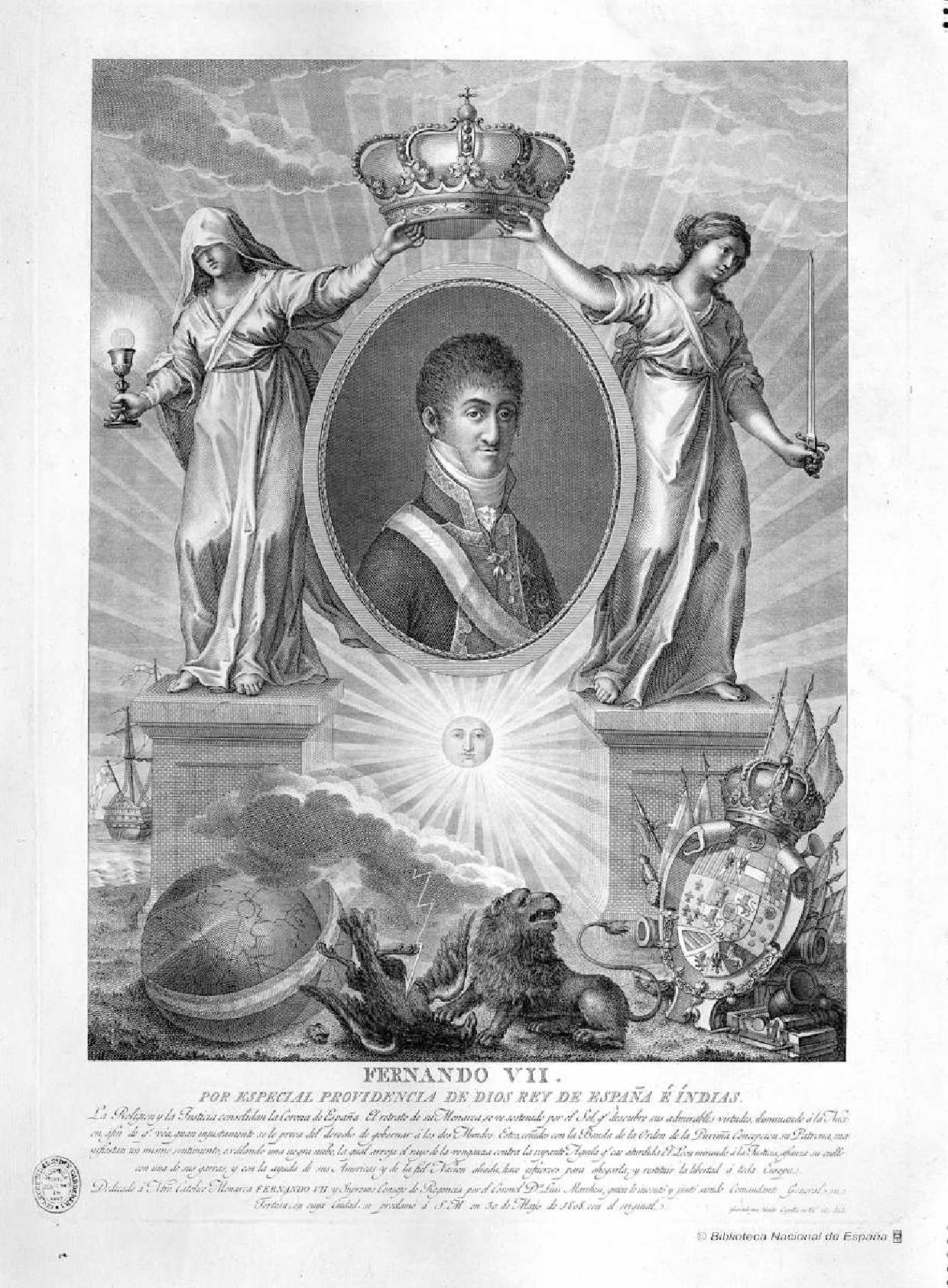
Retrato alegórico de Fernando VII realizado por Vicente Capilla en 1810, cuando hacía dos años que en Bayona, presionado por Napoleón, le había cedido a este sus derechos a la Corona española. Pero las abdicaciones de Bayona no fueron reconocidas por los españoles «patriotas» que siguieron considerando como su rey a Fernando VII (confinado en el Castillo de Valençay bajo la custodia de Napoleón).

El 19 de marzo de 1808 Carlos IV abdicó en su hijo Fernando, príncipe de Asturias, como consecuencia de la presión a que se vio sometido durante el motín de Aranjuez instigado por el partido aristocrático o fernandino y que provocó la caída del «favorito» Manuel Godoy. El emperador francés Napoleón, cuyas tropas estaban entrando en España para invadir Portugal en virtud del Tratado de Fontainebleau pero cuyo propósito de someter a la monarquía española era cada vez más evidente ―las tropas del mariscal Joaquim Murat habían entrado en Madrid el 23 de marzo―, decidió intervenir en la crisis dinástica española y consiguió que Carlos IV y su hijo, proclamado como Fernando VII, junto con el resto de miembros de la familia real, acudieran a Bayona. Fernando VII llegó el 20 de abril y el 30 Carlos IV y su esposa, María Luisa de Parma. Precisamente la noticia de la partida del resto de familia real hacia Bayona provocó un levantamiento antifrancés en Madrid el 2 de mayo, que sería secundado en otros muchos lugares donde se formaron Juntas que asumieron el poder, dando inicio así a la que sería conocida como la Guerra de la Independencia.
En Bayona Carlos IV y Fernando VII, bajo presiones y amenazas, cedieron sus derechos a la Corona española a Napoleón, quien a su vez un mes más tarde los cedería a su hermano José Bonaparte. Fernando VII, su hermano don Carlos y su tío don Antonio quedaron confinados en el «Château» de Valençay. Desde allí Fernando VII mostraría «la satisfacción de ver instalado» a José I Bonaparte en el trono de España, «prometiendo la lealtad que le debo al Rey de España», y escribiría cartas muy afectuosas a Napoleón felicitándole por sus victorias en España y expresándole su deseo de convertirse en «hijo adoptivo suyo».
Por su parte Carlos IV, su esposa María Luisa de Parma y su hijo pequeño Francisco de Paula de Borbón fueron conducidos desde Bayona al Palacio de Compiègne y más tarde marcharían a Marsella y finalmente a Roma (allí fallecería en 1819 Carlos IV).

## El «rey ausente» y las Cortes de Cádiz
Las abdicaciones de Bayona no fueron reconocidas por las Juntas y estas juraron su fidelidad a Fernando VII mientras que una minoría ―los «afrancesados»― apoyó a José I, quien se instaló en el Palacio Real de Madrid, tras haberse aprobado el Estatuto de Bayona que regiría la «monarquía josefina». Las Juntas «patriotas», por su parte, constituyeron una Junta Suprema Central que, en alianza con el Reino Unido,  mantuvo el esfuerzo de la guerra, pero tras su derrota, fue sustituida por una Regencia que asumía las majestad del «rey ausente» Fernando VII, con el mandato de convocar unas Cortes extraordinarias. Se instalaron las Cortes que se reunieron en Cádiz el 24 de septiembre de 1810, y ante el avance de las tropas francesas, el mismo día en que iniciaron sus sesiones, acordaron que «reconocen, proclaman y juran de nuevo por su único y legítimo Rey al Señor D. Fernando VII de Borbón y declaran nula, de ningún valor ni efecto la cesión de la corona que se dice hecha a favor de Napoleón, no solo por la violencia que intervino en aquellos actos injustos e ilegales, sino principalmente por faltarle el consentimiento de la Nación», y a continuación proclamaron que en ellas residía la «soberanía nacional», arrogándose la majestad soberana de Fernando VII.
Partiendo de la declaración del 24 de septiembre de 1810, las Cortes de Cádiz elaboraron y aprobaron una Constitución ―con la oposición de los diputados «serviles», que era como llamaban los «liberales» a los defensores de la monarquía absoluta― que fue promulgada el 19 de marzo de 1812 —que volvía a afirmar en su artículo 179: «El Rey de las Españas es el Sr. D. Fernando VII de Borbón, que actualmente reina»—. Se instauraba así una monarquía constitucional y, junto con los decretos aprobados por las Cortes, se ponía fin al Antiguo Régimen. Con las Cortes de Cádiz comenzaba «el largo ciclo de la Revolución liberal española».
Las juntas de gobierno ejercieron su propia soberanía en nombre del ausente Fernando VII, asumiendo el rol de autoridades legítimas en respuesta al vacío de poder generado por la ocupación napoleónica. Estas juntas actuaron tanto en la península ibérica, como en todo el Imperio español a través de la Junta Central Suprema. En España, tras la experiencia de desorden de las Juntas de 1808, se impuso el modelo de la mayoría de los diputados peninsulares, la monarquía unitaria, frente al modelo federalista de los diputados americanos.   Las juntas americanas rechazaron someterse a los gobiernos establecidos en España, lo que llevó a que fueran declaradas en rebeldía, iniciando así el conflicto entre el gobierno español y los americanos. En este contexto, emergieron en América las primeras declaraciones de independencia, desencadenando las Guerras de Independencia Hispanoamericanas. Mientras tanto, en España se creó la Comisión de Reemplazos de Cádiz, encargada de organizar expediciones militares para sofocar las rebeliones americanas.

## El sexenio absolutista

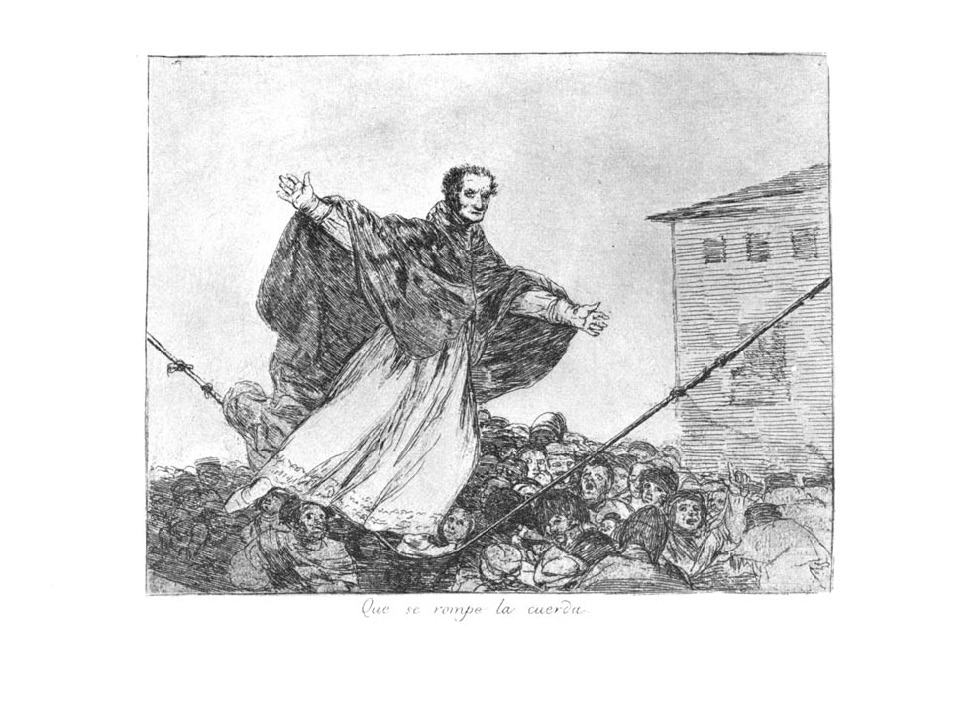
«Que se rompe la cuerda», estampa n.º 77 de la sección «Caprichos enfáticos» de Los desastres de la guerra, alusiva a la restauración fernandina. Según indica Bozal en este grabado se representa haciendo equilibrio a un alto representante eclesiástico que, en el dibujo preparatorio del Museo del Prado, representaba al Papa.

Tras la firma del Tratado de Valençay en diciembre de 1813 Fernando VII pudo retornar a España y al año siguiente encabezó el golpe de Estado de mayo de 1814 que restableció el absolutismo, poniendo fin al régimen constitucional instaurado por las Cortes de Cádiz. Los liberales fueron encarcelados, desterrados o se exiliaron.
Durante los seis años siguientes (1814-1820) el rey y sus ministros no consiguieron resolver la crisis del Antiguo Régimen iniciada en 1808 y que la que sería conocida como la Guerra de la Independencia (1808-1814) había agravado notablemente. El conflicto había destruido los resortes principales de la economía y el comercio con América había caído como consecuencia del proceso de emancipación de las colonias iniciado en 1810. El resultado fue una brutal depresión económica que se manifestó en una caída de los precios (deflación). Como consecuencia de todo ello la Hacienda de la Monarquía quebró: los caudales de América ya no llegaban en las cantidades anteriores a 1808 (con la consiguiente caída, además, de los ingresos de aduanas) y no se podía recurrir a la emisión de más vales reales, pues éstos estaban completamente depreciados al haberse acumulado muchas demoras en los pagos de los intereses anuales. Hubo un intento de reforma de la Hacienda, llevado a cabo por Martín de Garay, pero no prosperó por la oposición de los dos estamentos privilegiados, nobleza y clero, y también del campesinado (que rechazó el impuesto porque suponía un aumento de las cargas que ya soportaba en un momento en que «los precios de los productos agrícolas comenzaban a desmoronarse»).
Ante la incapacidad de los ministros de Fernando VII de resolver la crisis, los liberales (muchos de ellos integrados en la masonería para actuar en la clandestinidad) intentaron restablecer la Monarquía Constitucional mediante el recurso a los pronunciamientos. Se trataba de buscar apoyos entre los militares "constitucionalistas" (o simplemente descontentos con la situación) para que éstos alzaran en armas a algún regimiento cuyo levantamiento provocara la sublevación de otras unidades militares y obligar así al rey a reconocer y jurar la Constitución de 1812.

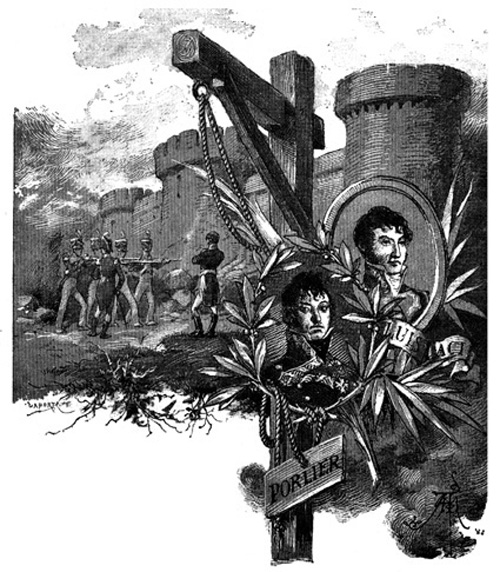
Ilustración de La segunda casaca de Benito Pérez Galdós (1884), en la que aparece al fondo el fusilamiento en el castillo de Bellver del general Luis Lacy. En primer plano los medallones conmemorativos de Lacy y del general Juan Díaz Porlier, también ajusticiado (en este caso ahorcado) por haberse «pronunciado» en contra del absolutismo de Fernando VII.

La anulación de las reformas introducidas por las Cortes de Cádiz provocó el descontento de muchos oficiales, a lo que se sumó el retraso en las pagas de sus salarios  (a veces tuvieron que aceptar rebajas para obtener un pago regular) y las nulas perspectivas de ascenso debido a la abundancia de oficiales provocada por la guerra. Además los miles de oficiales sin empleo achacaron su situación a la política de los secretarios del Despacho de Guerra que relegaba a los que procedían de la guerrilla, a los que habían ascendido desde soldados y a los que eran tenidos por liberales. Así pues, «muchos oficiales se hicieron receptivos a las ideas liberales como consecuencia de la política absolutista que fue enajenando muchos de sus apoyos. Las dificultades económicas y de ascenso hicieron el resto», ha afirmado Víctor Sánchez Martín. La quiebra de la Hacienda obligó a sucesivas reducciones de los efectivos militares. La última tuvo lugar en junio de 1818, y las autoridades absolutistas aprovecharon de nuevo la ocasión para que los oficiales que se quedaban sin empleo fueran mayoritariamente los que procedían de la guerra.
Entre 1814 y 1820 se produjeron seis pronunciamientos (los 5 primeros fracasaron) hasta que el último (el de Riego) triunfó. El primero se produjo en Navarra en septiembre de 1814 y estuvo encabezado por el héroe de la guerrilla Francisco Espoz y Mina, que al no conseguir tomar Pamplona huyó a Francia. El segundo tuvo lugar en La Coruña en septiembre de 1815 y lo encabezó otro héroe de la guerra, el general Juan Díaz Porlier, que fue sentenciado a muerte y ahorcado. En febrero de 1816 fue descubierta la preparación de un pronunciamiento (conocido como "La conspiración del Triángulo") encabezado por un antiguo militar de la guerrilla, Vicente Richart, que fue condenado a muerte y ejecutado en la horca, junto con su compañero Baltasar Gutiérrez. En abril de 1817 tenía lugar en Barcelona el cuarto intento (esta vez con una amplia participación burguesa y popular) encabezado por el prestigioso general Luis Lacy, que fue juzgado y ejecutado. El 1 de enero de 1819 se produjo el quinto pronunciamiento, esta vez en Valencia, encabezado por el coronel Joaquín Vidal, y que terminó con la ejecución en la horca de éste y de otros doce implicados no militares, entre los que se encontraban los conocidos burgueses de la ciudad Félix Bertrán de Lis y Diego María Calatrava. Víctor Sánchez Martín ha señalado que si bien el objetivo de los pronunciamientos era acabar con el absolutismo, no todos se proponían restablecer en su integridad la Constitución de 1812. El de Porlier pretendía que se convocaran Cortes extraordinarias para modificar la Constitución y el de Vidal defendía establecer un régimen constitucional distinto al de 1812 y con Carlos IV (desconocía que acababa de morir en Nápoles) en el trono. Por el contrario el de Lacy era inequívoco: se refería a «la Constitución». Lo mismo que el de Riego.

## Trienio liberal

### El restablecimiento de la Constitución de Cádiz

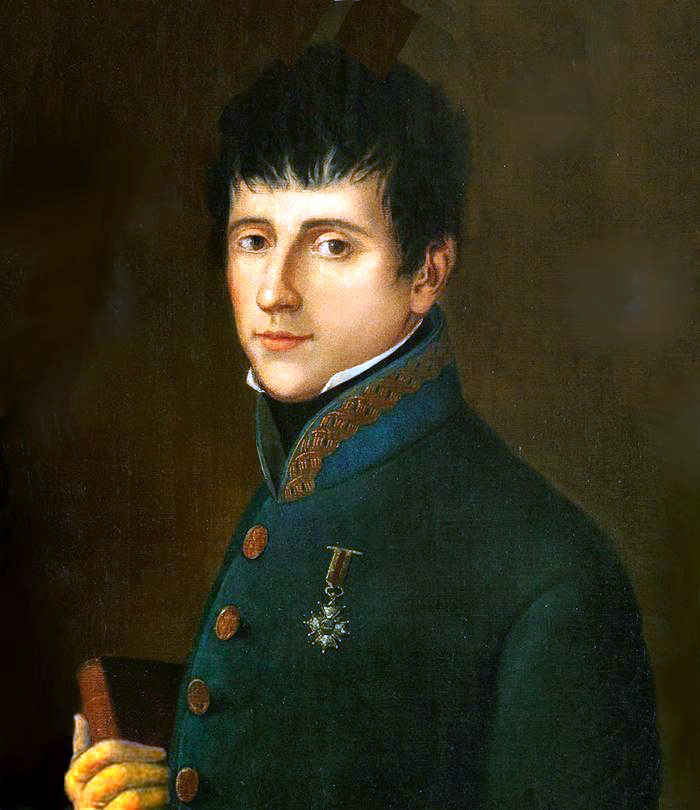
El teniente coronel Rafael del Riego, luego ascendido a general, que encabezó el pronunciamiento que lleva su nombre y que puso fin al sexenio absolutista.

Tras el triunfo de la Revolución española de 1820, Fernando VII dijo en un real decreto promulgado el 7 de marzo: «siendo la voluntad del pueblo, me he decidido a jurar la Constitución promulgada por las Cortes generales y extraordinarias en el año 1812». Como ha destacado Emilio La Parra López, «volvían aquella Constitución y aquellas Cortes que el 4 de mayo de 1814 había ordenado el rey quitar de en medio del tiempo». «Comenzaba la segunda experiencia liberal de España», ha señalado Alberto Gil Novales. Dos días después el rey juraba en el Palacio Real por primera vez la Constitución (el juramento formal tendría lugar en julio ante las Cortes recién elegidas, según la fórmula establecida en la Constitución), abolía la Inquisición y nombraba una Junta Provisional presidida por el cardenal Borbón, arzobispo de Toledo y primo suyo, que ya encabezó la regencia constitucional en 1814.
El 10 de marzo el rey hacía público un manifiesto en el que anunciaba que había jurado la Constitución, de la que sería «siempre su más firme apoyo». El manifiesto terminaba con un párrafo que se haría célebre (porque Fernando VII incumplió la promesa que aparecía en él y «casi al día siguiente de jurar la Constitución comenzó a actuar para derribarla»):

Marchemos francamente, y yo el primero, por la senda constitucional; y mostrando a la Europa un modelo de sabiduría, orden y perfecta moderación en una crisis que en otras Naciones ha sido acompañada de lágrimas y desgracias, hagamos admirar y reverenciar el nombre Español, al mismo tiempo que labramos para siglos nuestra felicidad y nuestra gloria.

Fernando VII nombró un gobierno integrado por liberales moderados algunos de los cuales tardaron bastante tiempo en poder ocupar sus cargos porque tuvieron que viajar desde los presidios o desde los lugares de destierro donde habían pasado buena parte del sexenio absolutista. Por eso el rey lo llamó, en privado y en tono entre socarrón y despectivo, el «gobierno de los presidiarios». La mayoría de ellos ya habían participado en las Cortes de Cádiz que aprobaron la Constitución de 1812, por lo que también serán conocidos como doceañistas. Los miembros más destacados de este primer gobierno del Trienio eran Agustín Argüelles, que ocupaba la Secretaría de Estado y del Despacho de Gobernación de la Península e islas adyacentes, y José Canga Argüelles, la de Hacienda.
Tras la celebración de las elecciones (por sufragio universal masculino indirecto, en tres grados: juntas de parroquia, de partido y de provincia), se constituyeron las Cortes cuya sesión de apertura se celebró el 9 de julio de 1820 y durante la cual el rey juró solemnemente la Constitución.

### La división de los liberales: «moderados» frente a «exaltados»

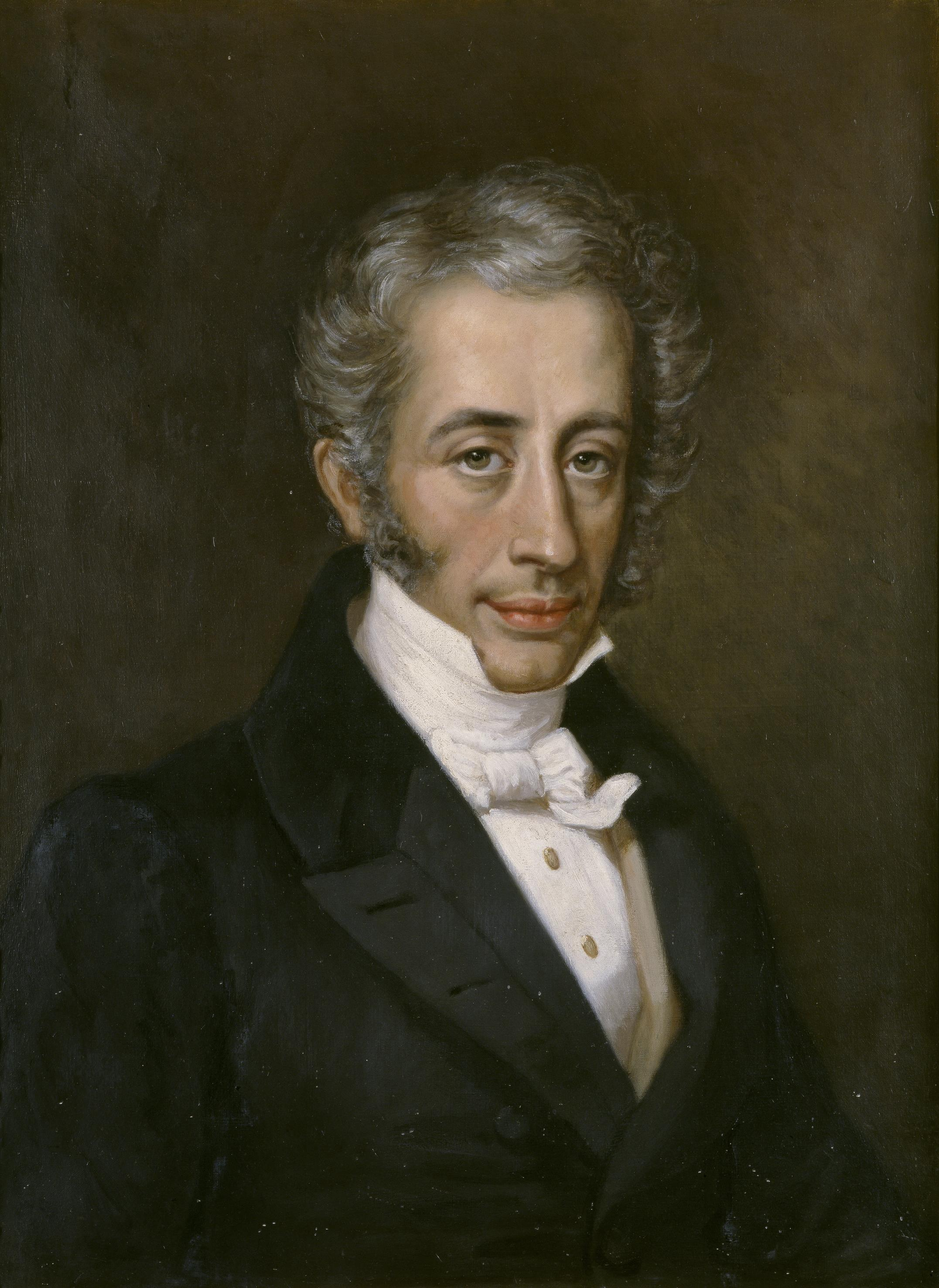
El liberal moderado «anillero» Francisco Martínez de la Rosa, líder del tercer Gobierno del Trienio.

En los primeros meses de andadura del nuevo régimen constitucional se produjo la división entre los liberales que lo apoyaban: los moderados, representantes del ala más conservadora del liberalismo español y los “exaltados’’, representantes del ala más progresista. Los dos grupos compartían el mismo proyecto político, iniciado por las Cortes de Cádiz, de poner fin a la monarquía absoluta y al Antiguo Régimen y sustituirlos por un nuevo régimen liberal, tanto en lo político como en lo económico. En lo que se diferenciaban era en la «estrategia» a seguir para alcanzar ese objetivo común. Los moderados (también llamados «doceañistas» porque sus miembros más destacados ya habían sido diputados en las Cortes de Cádiz) consideraban que la «revolución» ya estaba terminada y que lo que había que garantizar era el «orden» y la «estabilidad», intentando integrar en él a las viejas clases dominantes, como la nobleza (mediante compromisos con ellas); los exaltados, por el contrario, pensaban que había que seguir desarrollando la «revolución» con medidas que buscaran el apoyo de las clases populares.
Sin embargo, también se diferenciaban en cuanto a la propia Constitución de 1812 que los moderados querían reformar en un sentido conservador y los exaltados mantenerla tal como había sido aprobada por las Cortes de Cádiz. Los moderados, especialmente su sector más conservador constituido por los llamados «anilleros» encabezados por Francisco Martínez de la Rosa, querían introducir el sufragio censitario, es decir, que solo tuvieran derecho al voto los varones que dispusieran de un determinado nivel de renta (en lugar del sufragio universal indirecto en tres grados de la Constitución), y una segunda cámara, en la que estuviera representada la aristocracia territorial, como contrapeso al Congreso de los Diputados. También querían una menor limitación del poder del rey para de esa forma dar más capacidad de actuación al ejecutivo.

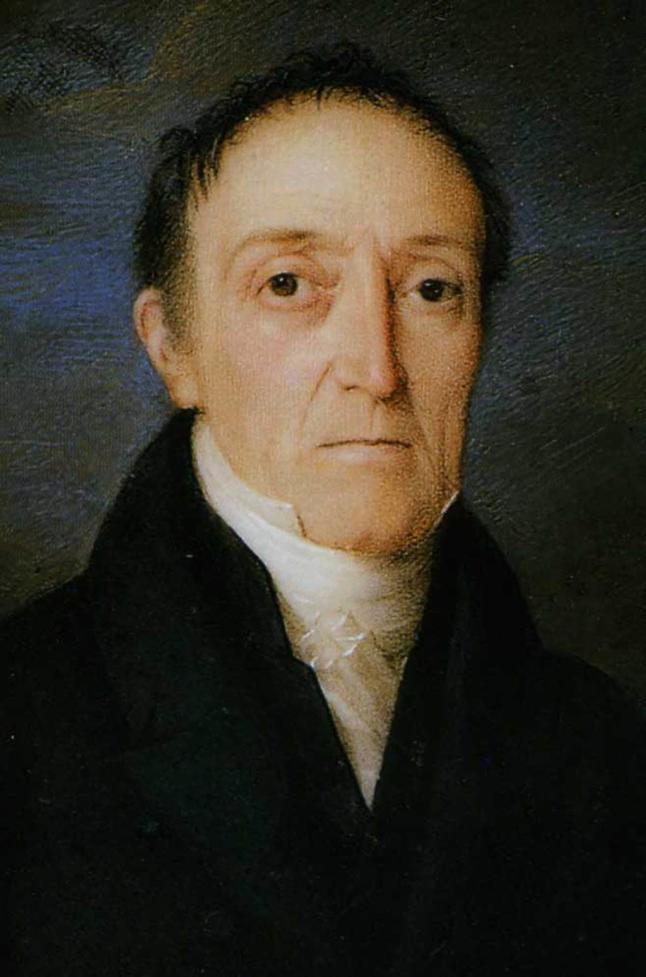
Álvaro Flórez Estrada, miembro destacado de los exaltados, defendió a las sociedades patrióticas en el debate que tuvo lugar en las Cortes sobre la propuesta de los moderados para prohibirlas.

La ruptura definitiva entre moderados y exaltados se produjo en octubre de 1820, con motivo del debate en las Cortes sobre la propuesta de prohibir las sociedades patrióticas. Desde el verano de 1820, los moderados habían comenzado a ver a las sociedades patrióticas «más como un peligro para el orden público que como un aliado en la defensa del orden constitucional», que era como las veían los exaltados, y también como «una especie de contrapoder ilegítimo que los exaltados utilizaban para contrarrestar su escasa representación en el parlamento» —incompatibles, por tanto, con los cauces constitucionales de representación—. Finalmente los "moderados" consiguieron que las Cortes, donde tenían la mayoría, aprobaran un decreto promulgado el 21 de octubre de 1820 que prohibía las sociedades patrióticas tal como habían funcionado hasta ese momento. Se permitía que continuasen actuando sin constituirse como tales —como tertulias o reuniones patrióticas— y bajo la autoridad superior local que podía suspenderlas en cualquier momento.
Otro de los motivos de enfrentamiento entre moderados y exaltados fue la Milicia Nacional, que los segundos quisieron convertir en un instrumento revolucionario («la Patria armada») y los primeros en un garante del orden público y del orden constitucional (entendidos como sinónimos). La cuestión clave era qué clases sociales podían acceder a la milicia. Los moderados la restringían a los «ciudadanos propietarios» (y la barrera la constituía que sus miembros tenían que costearse el uniforme), mientras que los exaltados se propusieron ampliar su base social haciendo posible el acceso de las clases populares urbanas, para lo que idearon diversas fórmulas (subvenciones, suscripciones, mecenazgos, etc.) para pagar los uniformes a quienes no podían costearlos.
El conflicto entre moderados y exaltados se agudizó a finales de 1821 cuando las movilizaciones de los liberales exaltados en protesta por la destitución el 4 de septiembre del general Rafael del Riego, el héroe de la Revolución de 1820, del cargo de capitán general de Aragón se convirtieron en un amplio movimiento de desobediencia civil que se desarrolló en muchas ciudades, teniendo como centro Cádiz y Sevilla. En todos los casos se negó la obediencia al Gobierno central ―el segundo del Trienio nombrado por el rey en marzo de 1821, con Eusebio Bardají al frente de la Secretaría del Despacho de Estado― y no se reconocieron a las autoridades civiles y militares designadas por él. El resultado fue, por un lado, que el 28 de febrero de 1822 el rey Fernando VII nombrara el tercer gobierno liberal, que sería conocido como el de los «anilleros» porque todos sus miembros pertenecían a la muy conservadora Sociedad del Anillo, y cuyo hombre fuerte era Francisco Martínez de la Rosa, que ocupaba la Secretaría del Despacho de Estado. Y por otro lado, que las nuevas Cortes salidas de las segundas elecciones del Trienio contaran con una mayoría exaltada. El discurso inaugural del rey fue respondido por Rafael del Riego, que ocupaba la presidencia de las Cortes tras haber sido elegido diputado por Asturias. «La escena fue tensa. El héroe de Las Cabezas de San Juan frente al monarca de vocación absolutista, cara a cara, con el pleno de la cámara como testigo. La respuesta del presidente fue breve pero no decepcionó». Riego se refirió a las «difíciles circunstancias que nos rodean» y a las «maquinaciones repetidas de los enemigos de la libertad» y terminó diciendo que «el poder y grandeza de un monarca consiste únicamente en el exacto cumplimiento de las leyes».

### La abolición del Antiguo Régimen: la desvinculación y la desamortización

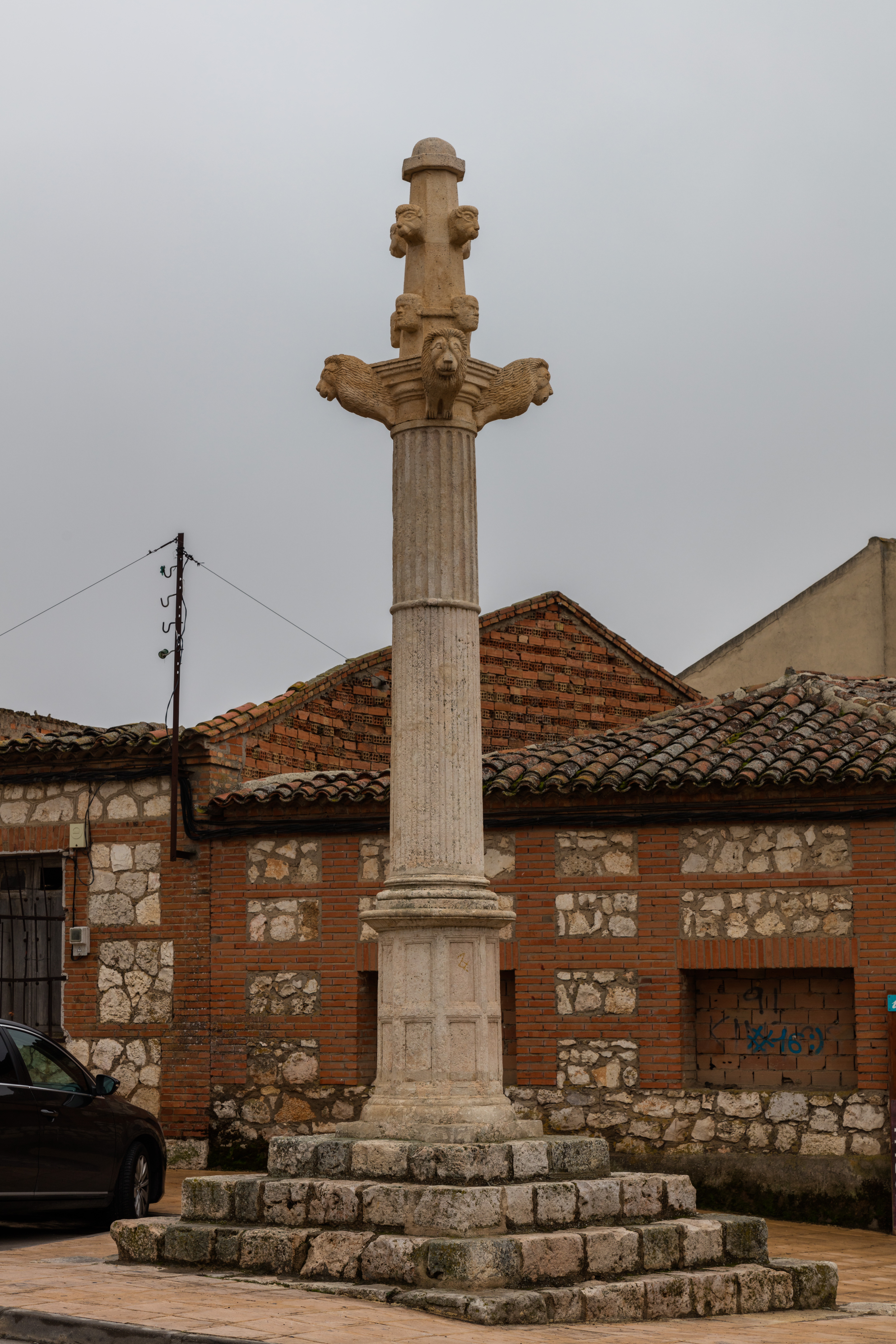
Picota de Torija (provincia de Guadalajara). El uso de este instrumento y símbolo del vasallaje fue abolido por la Junta Provisional Consultiva.

La Junta Provisional Consultiva, nombrada por Fernando VII el 9 de marzo de 1820 ―el mismo día en que había jurado la Constitución por primera vez―, ya había aprobado algunos decretos conducentes al desmantelamiento del Antiguo Régimen y las Cortes continuaron con esa labor. La primera medida importante que aprobaron fue la desvinculación de los patrimonios al suprimir mediante un decreto publicado el 27 de septiembre de 1820 «todos los mayorazgos, fideicomisos, patronatos y cualquiera otra especie de vinculaciones de bienes raíces, muebles, semovientes, censos, juros, foros o de cualquier otra naturaleza, los cuales se restituyen desde ahora a la clase de absolutamente libres» (un asunto que no había sido abordado por las Cortes de Cádiz).

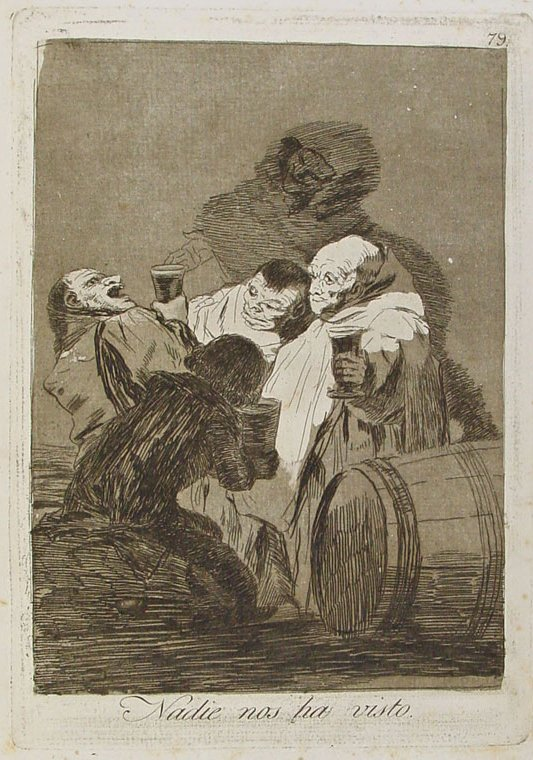
Nadie nos ha visto. Grabado nº 79 de la serie Los Caprichos (1799) de Francisco de Goya. En él aparecen cuatro frailes bebiendo. Responde a la crítica que hicieron los ilustrados al clero regular (que los liberales compartieron). «El fraile goyesco es espantoso, risible, chabacano, palurdo», ha afirmado Julio Caro Baroja.

Al mes siguiente, las Cortes aprobaron el 25 de octubre la reforma del clero regular —cuyo objetivo principal era reducir su excesivo número— que incluía la supresión de las órdenes monacales y de las órdenes militares y la eliminación de muchos conventos de las órdenes mendicantes —en 1822 cerca de la mitad de los conventos españoles habían sido cerrados—. En el decreto se establecía también que no podría haber más de un convento de una misma orden por cada población. Los bienes de los monasterios y de los conventos suprimidos ―y los de la Inquisición y los de los jesuitas, también suprimidos―, fueron «desamortizados» (pasaron al Estado y fueron vendidos en pública subasta). Nada se hizo para facilitar el acceso de los campesinos a la propiedad de estos bienes que fueron comprados en su mayoría por los propietarios más ricos. E incluso la situación de muchos campesinos empeoró cuando los nuevos propietarios exigieron el aumento de la renta que pagaban los que tenían arrendadas las parcelas (en virtud de la «libertad de arrendamientos» que decretaron las Cortes) o incluso los desalojaron de las mismas, en virtud del «derecho de propiedad» que habían adquirido. La desamortización de los bienes de las órdenes monacales y de una parte importante de los de las órdenes mendicantes fue uno de los motivos, si no el principal, para que la mayoría del clero (en especial el regular, el gran perjudicado por la política liberal) se sumara al campo de la contrarrevolución formando con una parte del campesinado «la gran alianza antiliberal» (cuya máxima expresión serán las partidas realistas, que empezaron a actuar sobre todo a partir de 1821).
Los gobiernos liberales y las Cortes abordaron también la cuestión del «diezmo» pero no se atrevieron a abolirlo completamente ―que era lo que reclamaban los campesinos―, pues eso hubiera dejado a la Iglesia Católica en una difícil situación económica, sino que acordaron reducirlo a la mitad y exigir el pago de los impuestos al Estado en metálico. Esta exigencia del pago en metálico es lo que explica la paradoja de que la reducción del diezmo a la mitad (decretada el 29 de junio de 1821) no sólo no alivió las cargas de los campesinos sino que las agravó. Los gobiernos liberales hicieron un razonamiento erróneo, pues pensaron que al reducir el diezmo a la mitad los campesinos acumularían más excedentes que podrían vender en el mercado, y con el dinero obtenido podrían atender los nuevos impuestos del Estado (que sobre el papel serían inferiores a la mitad del diezmo que antes entregaban en especie), el cual de esta manera aumentaría sus ingresos. Pero para los campesinos, como ha señalado Josep Fontana, «la supresión del medio diezmo tal vez significó más grano para su propia consumo, pero no más dinero ―el aumento de la oferta era contrarrestado inmediatamente en estos mercados locales [dominados por la especulación de los grandes propietarios] por la caída de los precios―; cuando llegó el recaudador de contribuciones con nuevas exigencias, se encontraron sin tener con qué pagar e identificaron el nuevo régimen con una opresión fiscal mayor».
Sobre los señoríos las Cortes restablecieron el decreto de 6 de agosto de 1811 de las Cortes de Cádiz que los abolía, pero tuvieron que enfrentarse a la compleja aplicación del mismo y para ello aprobaron en junio de 1821 una ley «aclaratoria». El asunto clave continuaba siendo el de la presentación de los títulos: si los señores podían presentar el título de «concesión» del señorío y en él se confirmaba que no era «jurisdiccional» el señorío se convertía en su propiedad; de lo contrario la propiedad revertía a los campesinos. Sin embargo, la ley «aclaratoria» fue bloqueada por el rey que la devolvió por dos veces sin firmar (en uso de la prerrogativa que le otorgaba la Constitución de 1812 de negarse a sancionar una ley hasta dos veces) y cuando por fin en mayo de 1823 se «publicó como ley» (el rey no podía negar la sanción una tercera vez) fue demasiado tarde porque ya se había iniciado la invasión de los "Cien Mil hijos de San Luis" que pondría fin al régimen constitucional.
Según varios historiadores, junto con la desamortización de los bienes de los conventos suprimidos, la fallida abolición de los señoríos fue otra gran oportunidad perdida para haber sumado al campesinado a la causa de la Revolución, como pasó en Francia.

### La consolidación de las independencias en Hispanoamérica

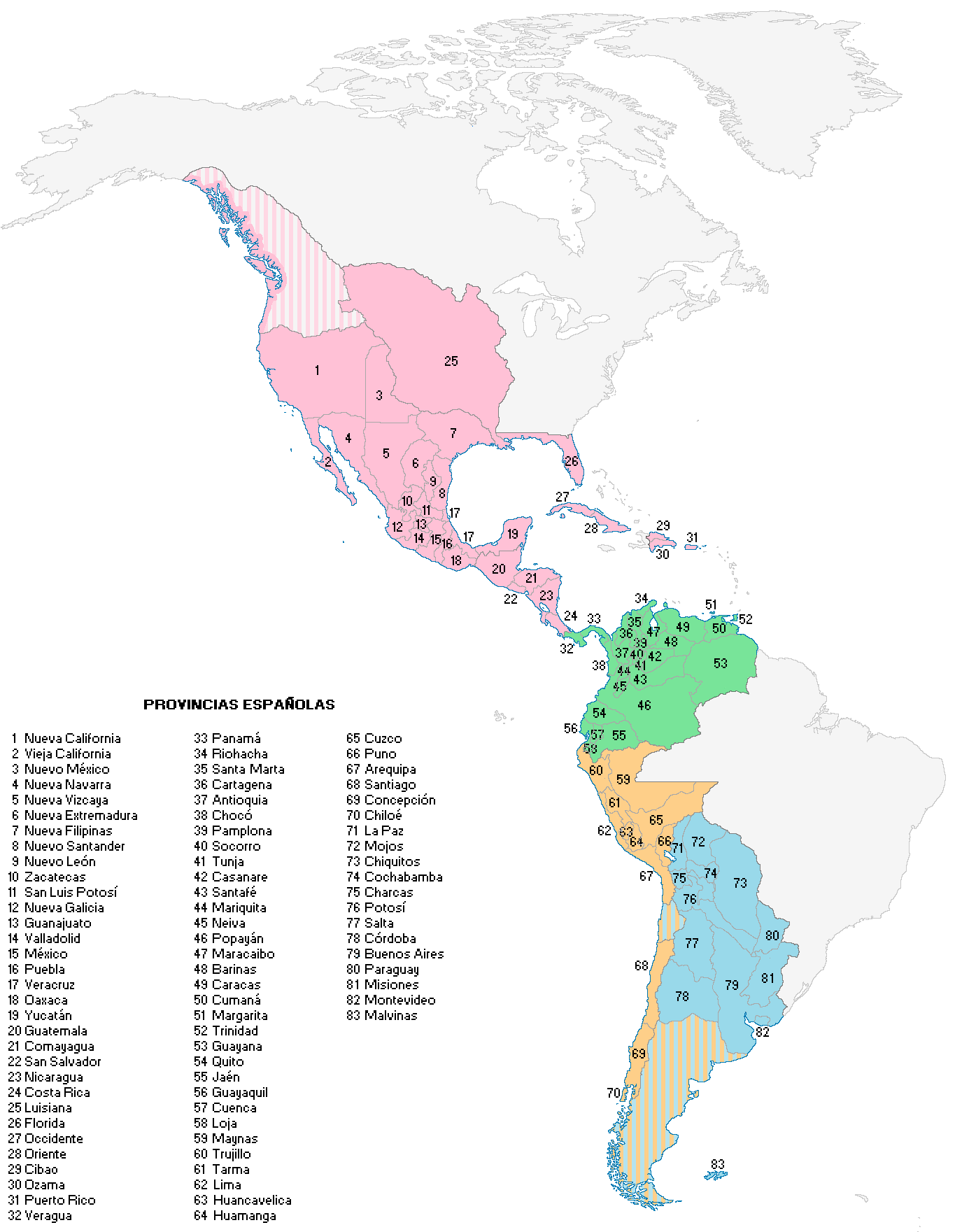
Virreinatos y provincias españolas en América hacia 1800:
Virreinato de Nueva España
Virreinato de Nueva Granada
Virreinato del Perú
Virreinato del Río de La Plata.

La guerra de emancipación en la América española había comenzado en 1809 y el conflicto duraba ya diez años cuando, el 9 de marzo de 1820, Fernando VII juró la Constitución de 1812 contra su voluntad, marcando así el inicio del Trienio Liberal. El resultado del conflicto se mantenía incierto hasta ese momento. El virreinato de Nueva España y el virreinato de Perú continuaban fieles a la monarquía, pero se habían independizado una parte del Virreinato del Río de la Plata, autoproclamado como Provincias Unidas del Río de la Plata, y otra del virreinato de Nueva Granada, autoproclamada República de la Gran Colombia, bajo la presidencia de Simón Bolívar.
En la metrópoli, donde las guerras de independencia hispanoamericanas y la situación de la América española en general estaban siendo seguidas con enorme expectación tanto por el Gobierno y las Cortes como por la opinión pública, se había extendido la idea entre los liberales de que la proclamación de la Constitución de 1812 acabaría con las insurrecciones y los movimientos independentistas, poniéndose fin a la guerra ―«la pacificación de la América es ya más una obra de política que de la fuerza y… solo la Constitución puede restablecer los lazos fraternales que la unían con la madre patria», decía una declaración de la Junta Provisional Consultiva―.
El 31 de marzo de 1820 una proclama del rey Fernando VII a los habitantes de Ultramar fijaba la posición oficial sobre la «cuestión americana» una vez que la Constitución les garantizaba sus derechos: que los insurrectos depusieran las armas y a cambio obtendrían el perdón real; en caso contrario la guerra continuaría («aunque sin el encarnizamiento y barbarie que hasta ahora, sino conforme al derecho de gentes», decía el dictamen del Consejo de Estado). El secretario del Despacho de Ultramar, Antonio Porcel Román ―«que confiaba en que la plena ejecución de la Constitución sería suficiente para allanar los inconvenientes y calmar los resentimientos que albergaban los americanos respecto de la metrópoli»― dispuso el envío a América de unos «comisionados» con Instrucciones para procurar la pacificación de los territorios. Pero la propuesta llegaba tarde porque «el golpe de Estado del 4 de mayo de 1814 [que] vino a restaurar el absolutismo y, con él, el colonialismo... supuso para muchos americanos el arrumbamiento de una tercera vía entre el colonialismo absolutista y la insurgencia, que representaba la opción autonomista doceañista».

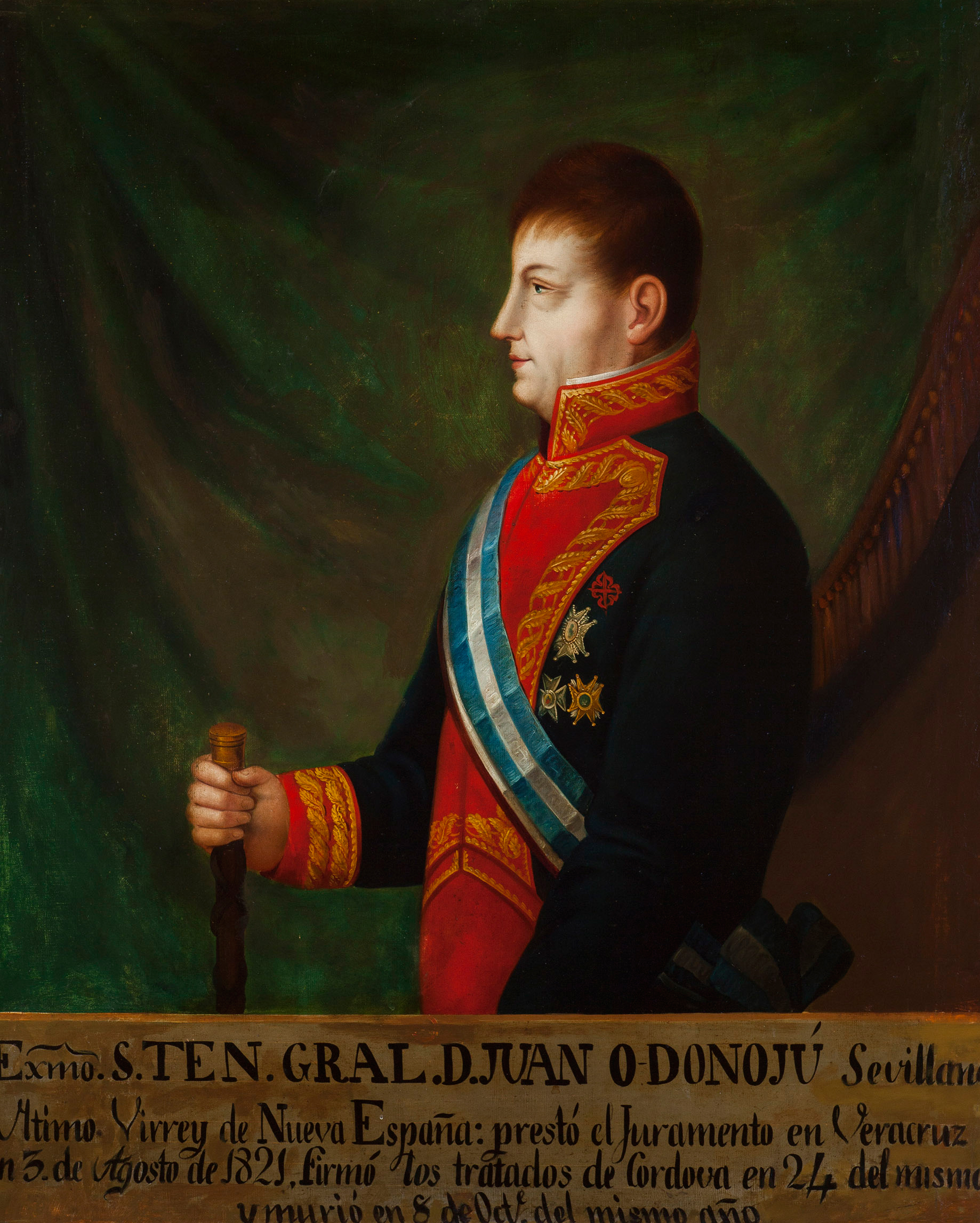
Juan O'Donojú, jefe político de Nueva España nombrado por el Gobierno de Madrid, firmó en agosto de 1821 con Agustín Iturbide, líder de los independentistas novohispanos, el Tratado de Córdoba por el que se reconocía la independencia de México bajo un monarca Borbón y la retirada de los ejércitos del rey. El tratado no fue reconocido por España

Poco después de iniciado el 1 de marzo de 1821 el segundo período de sesiones de las Cortes los diputados americanos presentaron la propuesta de establecer una diputación provincial en cada una de las intendencias americanas, lo que formaba parte de su estrategia de conseguir desplegar todas las posibilidades de autonomía que ofrecía la Constitución para conseguir con ello un mayor autogobierno. La proposición fue aprobada y promulgada mediante un decreto con fecha 8 de mayo. Sin embargo, otras propuestas de los diputados americanos fueron rechazadas tildadas de «federalistas» (lo que en aquella época era sinónimo de «republicanismo») como que el jefe político superior no fuera nombrado por el Gobierno sino por las diputaciones provinciales o que estas tuvieran la facultad de recaudar y gestionar todos los impuestos. Todo cambió cuando se conoció a mediados de mayo o principios de junio de 1821 la proclamación del Plan de Iguala por Agustín de Iturbide realizada en febrero por el que declaraba la independencia de Nueva España (ahora México).
El 25 de junio de 1821, cuando solo faltaban tres días para que terminara el segundo período de sesiones, cincuenta y un diputados americanos encabezados por los de Nueva España, presentaron una propuesta de estructuración de la monarquía en forma de federación. Consistía en crear tres secciones de las Cortes, del Gobierno, del Tribunal Supremo y del Consejo de Estado en México, Santa Fe de Bogotá y Lima (las «secciones» de todas estas instituciones tendrían las mismas facultades que las centrales, excepto la política exterior que quedaría reservada a las Cortes de Madrid). Y al frente de cada uno de los tres poderes ejecutivos habría un príncipe de la familia borbón, con lo que se formarían tres monarquías americanas bajo la autoridad de Fernando VII. Según Pedro Rújula y Manuel Chust, «a la altura de 1821 ya era una propuesta utópica. Los americanos lo sabían, los liberales peninsulares también. Fernando VII jamás la aceptaría».
Las Cortes rechazaron la propuesta de los diputados americanos —se adujo sobre todo que para aplicarla había que reformar la Constitución— y aprobaron en su lugar la que presentó el conde de Toreno que dejaba en manos del Gobierno las medidas a tomar acerca de la pacificación de América. Según Ivana Frasquet, «la posible solución pactada a la independencia de América mediante el establecimiento de infantes, había sido derrotada. El rey había triunfado... En su discurso de clausura de las Cortes [del 28 de junio], Fernando VII se mostró contundente: la única alternativa para América pasaba por la indisoluble unidad de la monarquía».
Suprimidas todas las expediciones militares desde España, en el verano de 1821 los acontecimientos en América se precipitaron. El comisionado enviado a Santa Fe de Bogotá informaba de la derrota de las tropas realistas sufrida el 24 de junio en la Batalla de Carabobo frente a las tropas de Simón Bolívar. Más tarde se supo que el 15 de julio el general José de San Martín había proclamado en Lima la independencia del Perú y que un mes después, el 24 de agosto de 1821, Juan O'Donojú, jefe político nombrado por el Gobierno de Madrid, y Agustín Iturbide, líder de los independentistas novohispanos, habían firmado el Tratado de Córdoba por el que se reconocía la independencia de México bajo la entronización de un monarca de la familia Borbón. «Así pues, en el verano de 1821, América estaba en guerra, de norte a sur». «Las Cortes y el Gobierno español había perdido una buena oportunidad», concluye Alberto Gil Novales.

### El avance de la contrarrevolución: el doble juego de Fernando VII y el fracasado golpe de Estado de julio de 1822

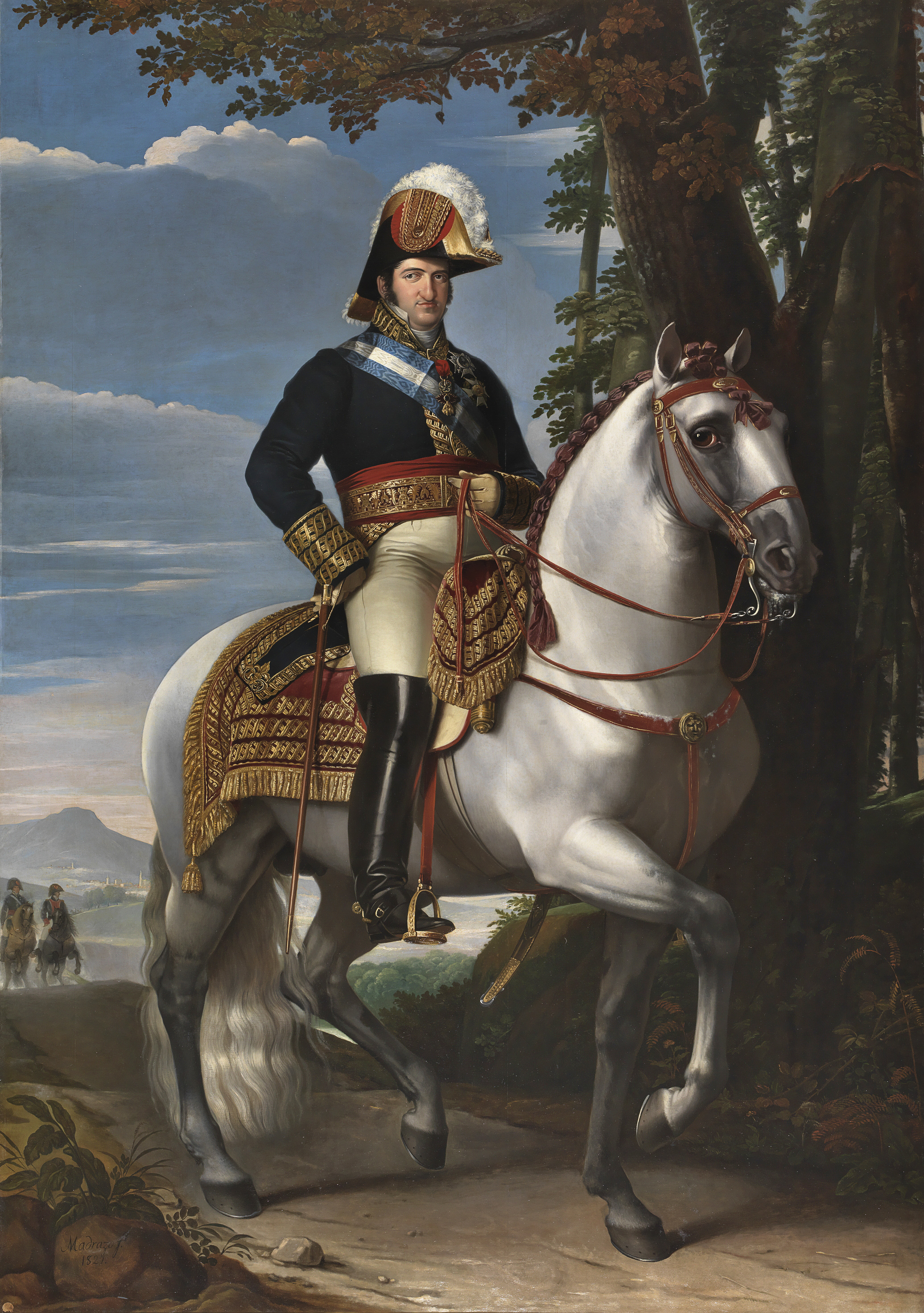
Retrato ecuestre de Fernando VII por José de Madrazo (1821), Museo del Prado.

La «contrarrevolución» comenzó desde el mismo momento en que Fernando VII juró el 9 de marzo de 1820 por primera vez la Constitución de 1812 y quien la encabezó fue el propio rey. En realidad Fernando VII nunca llegó a aceptar el régimen constitucional, aunque nunca rompió con él, y desde el primer momento conspiró para derribarlo. «Fernando VII se colocó en el centro de las actuaciones contra el constitucionalismo, no sólo porque los comprometidos en ellas tomaron como bandera su nombre, junto a la religión, sino también porque el rey dirigió personal y directamente las acciones más relevantes encaminadas a propiciar el cambio de régimen», ha afirmado Emilio La Parra López.
Muy pronto comenzaron a actuar las partidas realistas —las primeras de las que se tiene noticia aparecieron en Galicia en una fecha tan temprana como abril de 1820—, organizadas por absolutistas exiliados en Francia y conectados con el Palacio Real. Los métodos y la forma de operar de las partidas eran muy semejantes a los que había utilizado la guerrilla durante la "Guerra de la Independencia" (precisamente alguno de aquellos guerrilleros militarán en el bando realista).
Por su parte Fernando VII usó sus poderes constitucionales (el derecho de veto suspensivo de las leyes hasta dos veces) para obstaculizar, retrasar o, en algún caso, impedir la promulgación de determinadas leyes aprobadas por las Cortes. Fue lo que pasó con la Ley de monacales y reforma de regulares que el rey se negó a sancionar alegando problemas de conciencia aunque finalmente la acabó firmando tras producirse una gran agitación callejera en Madrid. Además mantuvo frecuentes enfrentamientos con los miembros del gobierno. «Ustedes son los únicos defensores que me da la constitución y me abandonan... Ustedes consienten esas sociedades patrióticas y otros desórdenes, con los cuales es imposible gobernar y, en una palabra, me dejan solo, siendo yo el único que sigo puntualmente la constitución», les dijo en una ocasión. Josep Fontana apostilla: «mentía, por supuesto, ya que conspiraba a espaldas de su gobierno, alentando las partidas realistas, procurando crear regencias en el extranjero y suplicando a los monarcas de la Santa Alianza que vinieran a librarle de tan horrible cautiverio. El Fernando que hace protestas de su respeto a la constitución es el mismo que mantenía una correspondencia en secreto con Luis XVIII de Francia y con el zar de Rusia».
Por otro lado Fernando VII estuvo implicado en la conspiración absolutista encabezada por el cura Matías Vinuesa, capellán de honor del rey, que fue descubierta en enero de 1821. Cuando el 4 de mayo se hizo pública la sentencia que condenaba a Vinuesa a diez años de cárcel un supuesto grupo de liberales "exaltados", que consideraron muy benévola la pena —«se esperaba una sentencia justiciera y salvadora de la libertad», comenta Alberto Gil Novales—, asaltaron la cárcel donde estaba preso y lo asesinaron a martillazos.
Durante la primavera de 1822 se incrementaron notablemente las acciones de las partidas realistas (sobre todo en Cataluña, Navarra, el País Vasco, Galicia, Aragón y Valencia) y hubo varios conatos de rebeliones absolutistas, la más importante de las cuales se produjo en Valencia el 30 de mayo de 1822, sofocada al día siguiente ―el 4 de septiembre fue ejecutado por garrote vil el general Elío, que ya había participado en el golpe de Estado de mayo de 1814 y en cuyo nombre, y del «rey absoluto», se habían sublevado los artilleros de la Ciudadela―.

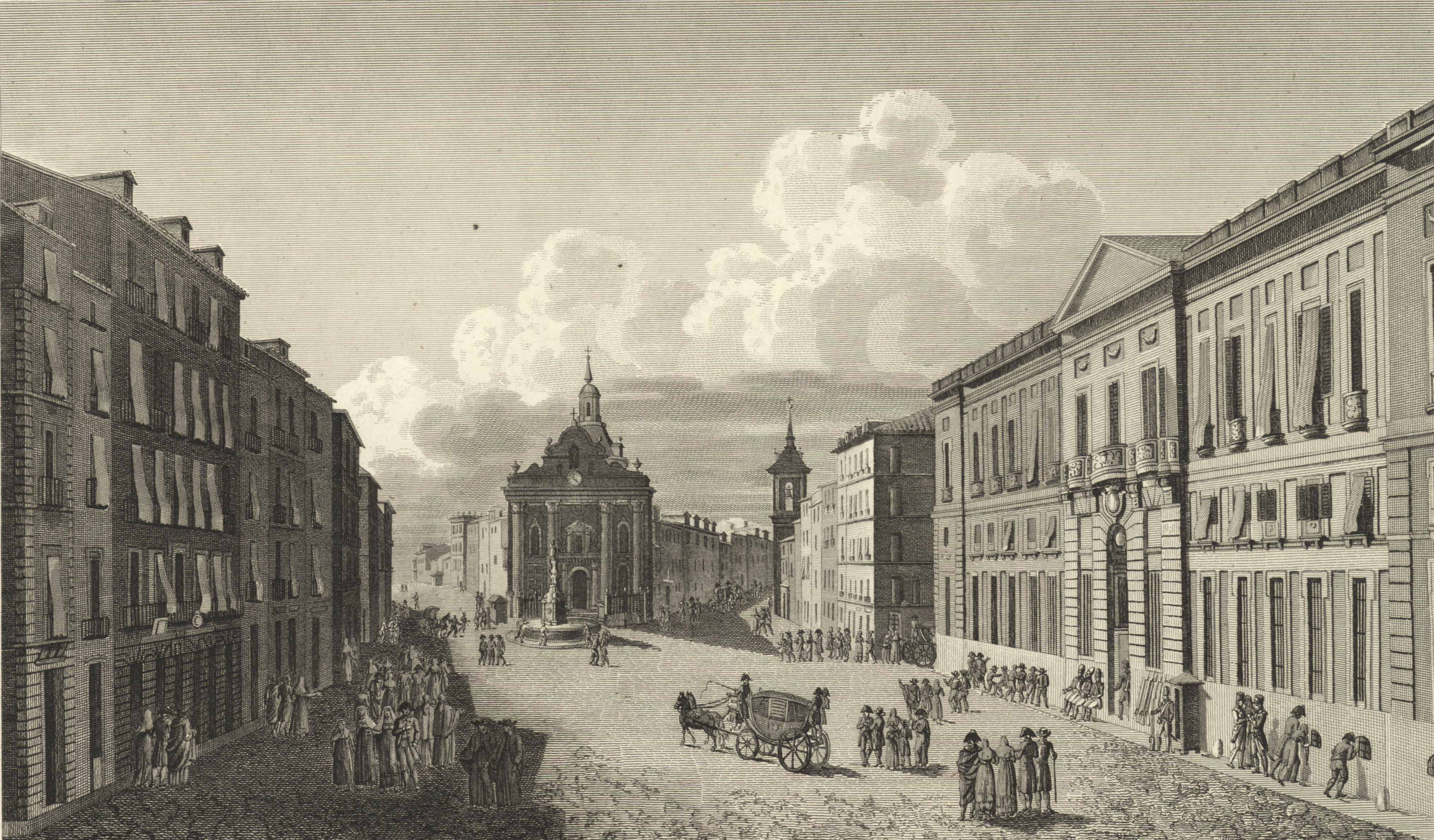
Vista de la Puerta del Sol en 1820. Al fondo la fuente y la iglesia del Buen Suceso y a la derecha la Casa de Correos.

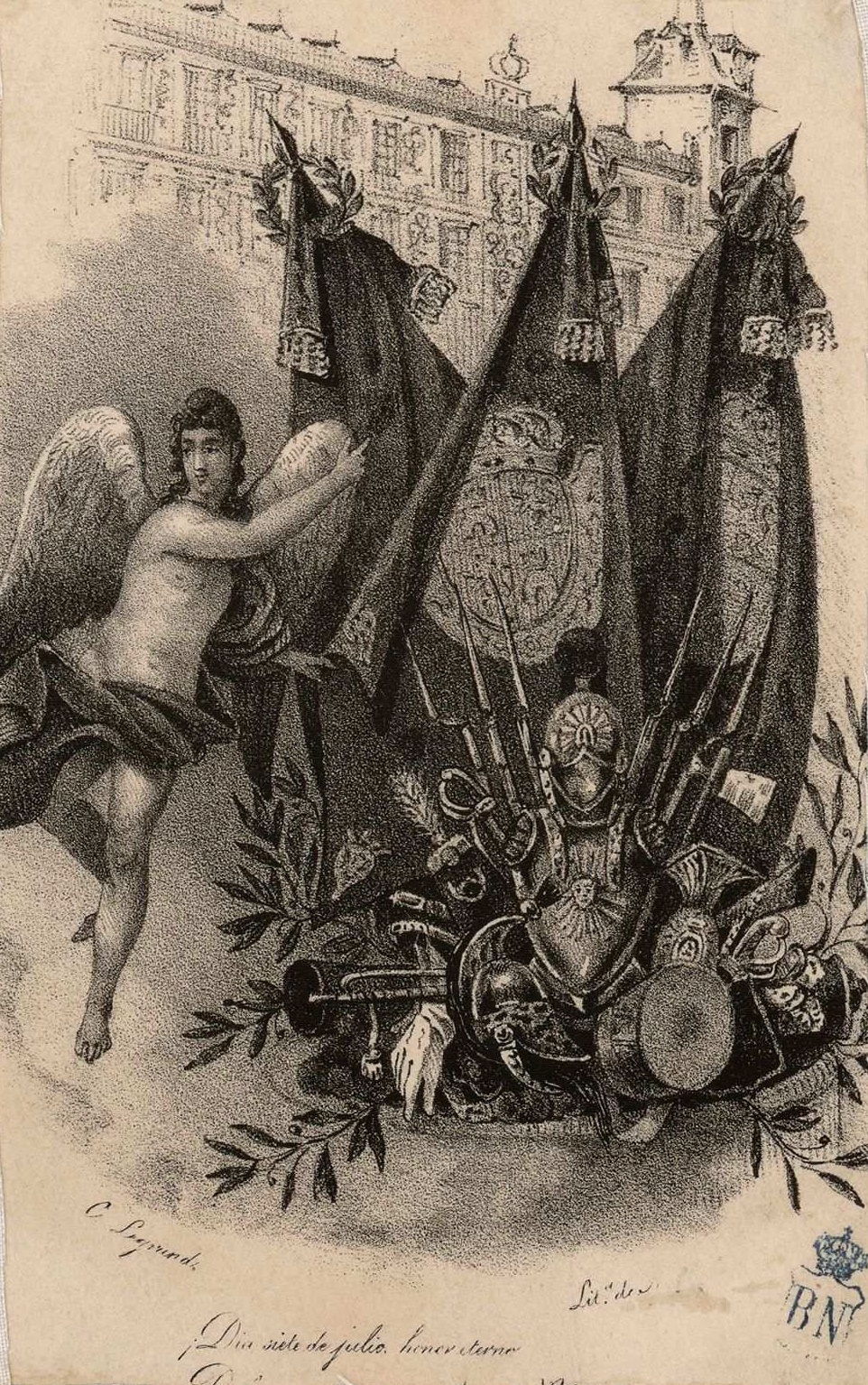
Luis Carlos Legrand, Alegoría del 7 de julio; litografía. Inscripción: «Día 7 de julio honor eterno. De la grande Nación el gran Peligro» (Biblioteca Nacional de España).

A principios de 1822 se produjo un intento de acabar por la fuerza con el régimen constitucional, siguiendo el mismo modelo que el de la fracasada conspiración del cura Matías Vinuesa del año anterior. Según Juan Francisco Fuentes, «fue el intento más serio de golpe de Estado absolutista». «Marcó un punto de inflexión en el transcurso del Trienio», han subrayado Ángel Bahamonde y Jesús Martínez. La Guardia Real se sublevó, contando con la connivencia del propio rey Fernando VII, que a punto estuvo «de marcharse con los sublevados para ponerse al frente de la contrarrevolución». El rey lo consultó con el gobierno de Francisco Martínez de la Rosa, cuyos miembros pasaron la mayor parte del tiempo en el Palacio Real como virtuales prisioneros (y había órdenes preparadas para su encarcelamiento), y este se lo desaconsejó por ser demasiado arriesgado.
El 1 de julio cuatro batallones de la Guardia Real abandonaron sus cuarteles de la capital para concentrarse en la cercana localidad de El Pardo, mientras los otros dos batallones custodiaban el Palacio Real. En la madrugada del 7 de julio se lanzaron sobre Madrid. Les hizo frente en la Plaza de la Constitución la Milicia Nacional, grupos de paisanos armados por el Ayuntamiento y el Batallón Sagrado, encabezado por el general Evaristo San Miguel. Los guardias reales se vieron obligados a retroceder hacia la Puerta del Sol, donde tuvieron lugar los combates más intensos, y después hacia el Palacio Real, donde se refugiaron para huir. La acción de la Guardia Real no había contado con ningún apoyo popular. Los guardias reales fueron perseguidos en su huida por el ejército y por milicianos. Muy pocos conseguirían unirse a las partidas realistas. Tras el fracaso del golpe, como ha subrayado Pedro Rújula, «el rey actuó como si nada tuviera que ver con lo sucedido. Felicitó a las fuerzas de la libertad, abrió causa a la guardia y expulsó de su lado a los cortesanos más identificados con la conspiración... Los ministros que habían permanecido como rehenes durante seis días pudieron irse finalmente a sus casas».
La victoria fue para los milicianos y los voluntarios que lograron derrotar a los guardias reales. «El 7 de julio se convirtió en una jornada heroica para la memoria del liberalismo, a través de la construcción de un relato en virtud del cual el pueblo de Madrid había derrotado al absolutismo y salvado la Constitución», ha afirmado Álvaro París Martín.
Como ha destacado Juan Francisco Fuentes, «el fracaso del golpe de Estado del 7 de julio de 1822 marca un antes y un después en la historia del Trienio Liberal: tras aquella jornada el poder pasó de los moderados a los exaltados». En efecto, como los liberales "moderados" quedaron completamente desprestigiados por la actitud ambigua que, al menos los «anilleros», mantuvieron durante el golpe de Estado absolutista el rey se vio obligado a nombrar el 5 de agosto un gabinete integrado por liberales exaltados cuyo hombre fuerte era el general Evaristo San Miguel, uno de los héroes del 7 de julio y que también había participado en el pronunciamiento de Riego, que ocupaba la Secretaría del Despacho de Estado. Fuentes ha añadido:  «Pero el cambio de ciclo que supuso el golpe del 7 de julio no se agota en este hecho [que el poder pasó de los moderados a los exaltados]. Los enemigos del liberalismo tomaron buena nota de la incapacidad del absolutismo español para derrocar por sus propios medios al régimen constitucional... Ese análisis del fracaso del golpe hizo que a partir de entonces casi toda la presión sobre el régimen viniera del exterior, donde el liberalismo español contaba con viejos enemigos».

### La guerra civil de 1822-1823: la «Regencia de Urgel»

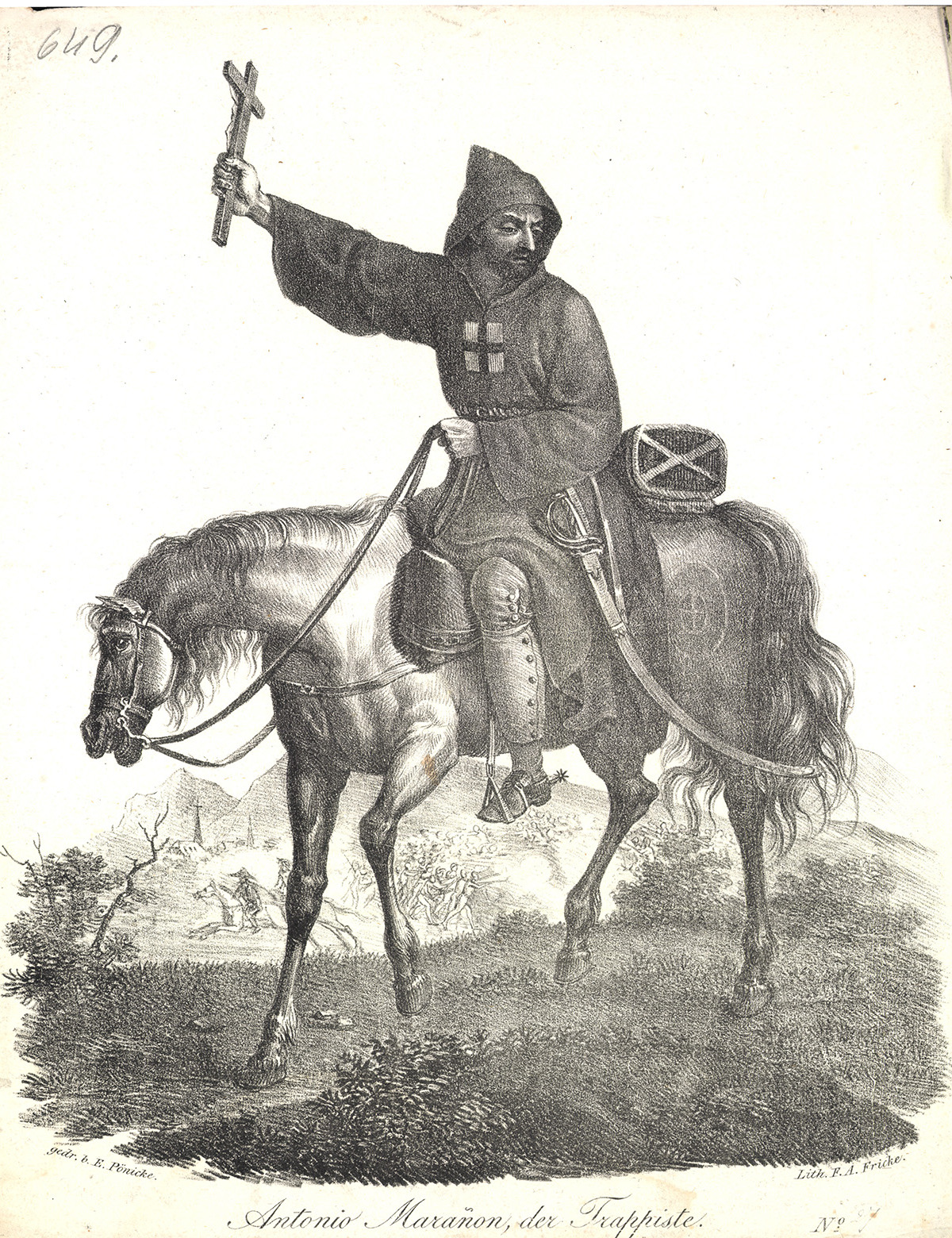
Antonio Marañón, el Trapense, litografía de Friedrich August Fricke (1784-1858). «El Trapense«», fue uno de los jefes de partidas realistas más conocidos. Según el afrancesado Sebastián Miñano su «extravagante» indumentaria («Porta siempre un sayal y una capa idéntica, con una capucha bastante elevada. Tenía la cabeza afeitada. Un crucifijo suspendido sobre su pecho; lleva un gran rosario como cinturón») «ha contribuido singularmente a exaltar a los pueblos en su favor, porque lo miran como a un hombre inspirado por Dios, comparable a aquellos de los se hablan en las escrituras».

A partir de la primavera de 1822 el levantamiento realista organizado desde el exilio, y que contó con una tupida red contrarrevolucionaria en el interior (en cuya cúspide se situaría el rey), se extendió de tal manera que «durante el verano y el otoño en Cataluña, País Vasco y Navarra se vivió una verdadera guerra civil en la que era imposible quedar al margen, y de la que salió muy mal parada la población civil de uno y otro bando: represalias, requisas, contribuciones de guerra, saqueos, etc.». Los realistas llegaron a formar un ejército que contó entre 25 000 y 30 000 hombres.
El hecho decisivo que inició la guerra civil (o le dio el impulso definitivo) fue la toma por los jefes de las partidas realistas Romagosa y El Trapense, al mando de una tropa de dos mil hombres, de la fortaleza de la Seo de Urgel el 21 de junio. Al día siguiente se estableció allí la Junta Superior Provisional de Cataluña, que se esforzó por crear un ejército regular y establecer una administración en las zonas del interior de Cataluña ocupadas por los realistas. Mes y medio después, el 15 de agosto, se instaló también allí la que sería conocida como la Regencia de Urgel, «establecida a solicitud de los pueblos» y «deseosa de libertar a la Nación y a su Rey del cruel estado en que se encuentran». La Regencia quedó formada por el marqués de Mataflorida, el barón de Eroles, y Jaime Creus, arzobispo de Tarragona. La creación de la Regencia se «justificaba» por la idea defendida por los realistas de que el rey estaba «cautivo», «secuestrado» por los liberales, de la misma forma que lo había estado por Napoleón durante la guerra de la Independencia.
A partir de la constitución de la Regencia de Urgel los realistas consolidaron su dominio sobre amplias zonas del nordeste y del norte de España estableciendo sus propias instituciones para administrar el territorio que controlaban. Por su parte el rey Fernando VII seguía carteándose en secreto con las cortes europeas, que valoraron positivamente la creación de la Regencia, para pedirles que vinieran a «rescatarlo». En una carta enviada al zar de Rusia en agosto de 1822 le decía: «Coteje la penetración de V.M.Y. los resultados perniciosos que en dos años ha producido el sistema constitucional, con los muy ventajosos que produxeron los seis años del régimen que llaman absoluto».
El Gobierno y las Cortes adoptaron una serie de medidas militares para hacer frente a la rebelión realista entre las que se encontraba la declaración del estado de guerra en Cataluña el 23 de julio—. Estas dieron sus frutos y durante el otoño y el invierno de 1822-1823, tras una dura campaña que duró seis meses, los ejércitos constitucionales, uno cuyos generales era el antiguo guerrillero Espoz y Mina, le dieron la vuelta a la situación y obligaron a los realistas de Cataluña, Navarra y País Vasco a huir a Francia (unos 12 000 hombres) y a los de Galicia, Castilla la Vieja, León y Extremadura a huir a Portugal (unos 2000 hombres). La propia Regencia tuvo que abandonar Urgel, cuyo sitio por el ejército de Espoz y Mina había empezado en octubre tras tomar Cervera el mes anterior, y cruzar la frontera.
Tras la derrota de los realistas quedó claro que la única opción que quedaba era la intervención extranjera. El conde de Villèle, jefe del gobierno francés que había prestado un considerable apoyo a las partidas realistas, dirá: «los realistas españoles, ni que les ayuden otros gobiernos, no podrán hacer jamás la contrarrevolución en España sin el socorro de un ejército extranjero». Con esta declaración se daba el primer paso para la aprobación de la invasión de España por los "Cien Mil Hijos de San Luis".

### El final de la revolución: la invasión de los "Cien Mil Hijos de San Luis"
El Congreso de Verona convocado por la Cuarta Alianza, Quíntuple Alianza de facto desde la incorporación del Reino de Francia en 1818, y celebrado entre el 20 de octubre y el 14 de diciembre de 1822, se ocupó entre otras cuestiones de «los peligros de la revolución de España con relación a Europa». Los que se mostraron como los más firmes partidarios de la intervención militar en España para poner fin al régimen constitucional fueron el zar de Rusia Alejandro I y el rey francés Luis XVIII, este último muy interesado en rehacer el prestigio internacional de la Francia borbónica. Por su parte el canciller austríaco Metternich propuso que se enviaran «Notas formales» al Gobierno de Madrid para que este moderara sus posiciones y en caso de no obtener una respuesta satisfactoria romper las relaciones diplomáticas con el régimen español.

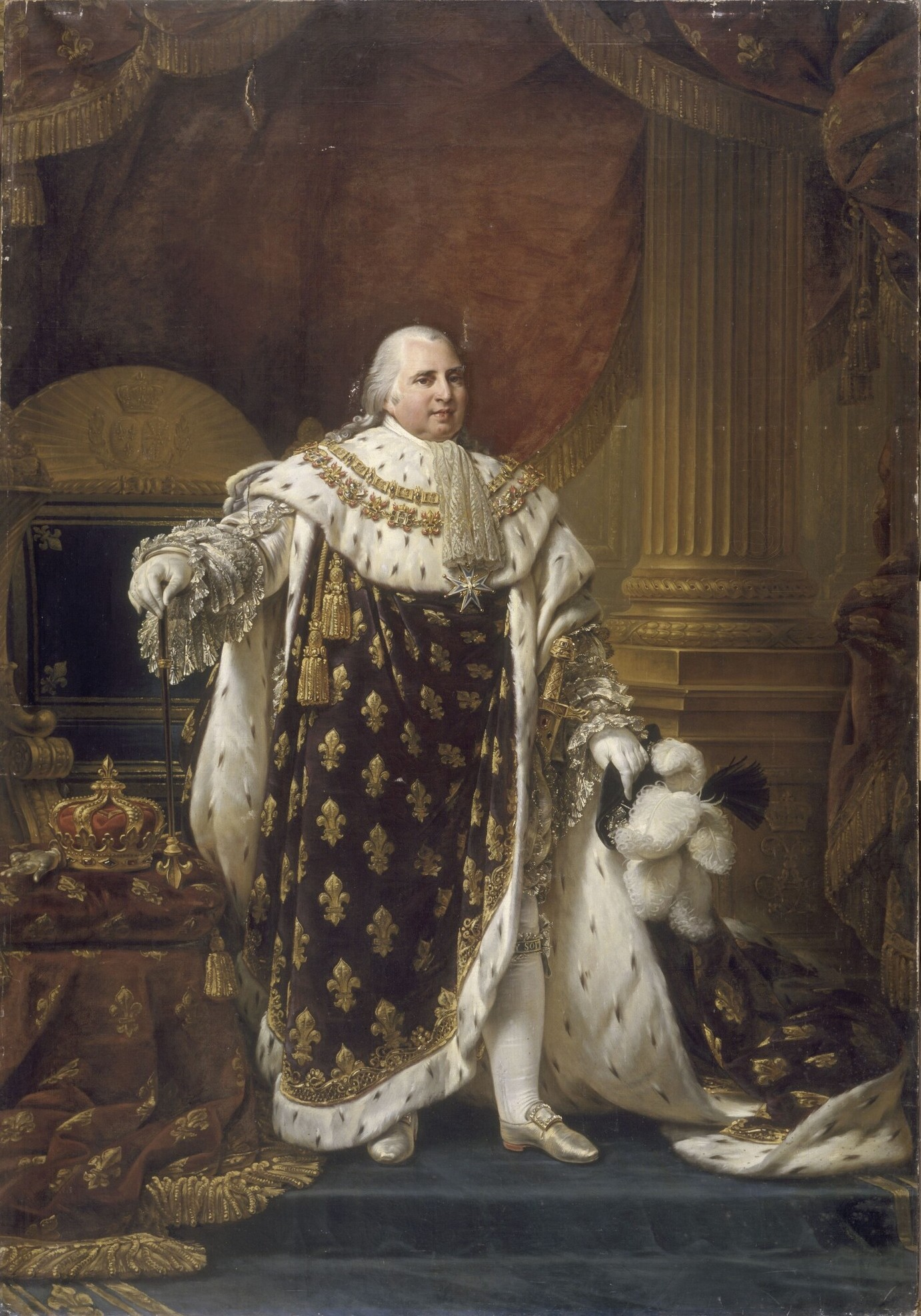
El rey de Francia Luis XVIII, que fue quien decidió, junto con su gobierno, invadir España para acabar con el régimen constitucional. Desde que en 1935 se descubrió que el "tratado secreto de Verona" era una falsificación, quedó demostrado que la intervención en España ni se decidió en el Congreso de Verona ni se hizo en nombre de la Santa Alianza.

Las notas diplomáticas fueron entregadas en Madrid a finales de 1821 o a principios de 1822 —la nota francesa concluía con la amenaza de la invasión en caso de que «la noble nación española no encuentre por sí misma remedio de sus males, males cuya naturaleza inquieta tanto a los Gobiernos de Europa que les fuerza a tomar precauciones siempre dolorosas»— y fueron rechazadas de forma contundente por el hombre fuerte del gobierno español, Evaristo San Miguel, Secretario del Despacho de Estado, que recibió el completo apoyo de las Cortes y de la opinión pública (y también del rey). «La nación española no reconocerá jamás en ninguna potencia el derecho de intervenir ni de mezclarse en sus negocios», respondió San Miguel. La consecuencia fue que los embajadores de las «potencias del norte» (Austria, Prusia y Rusia) abandonaron Madrid y un poco más tarde, el 26 de enero, lo hacía el embajador francés. Sólo permaneció en Madrid el embajador británico, cuyo gobierno no había enviado ninguna nota y se había retirado del Congreso de Verona. «España quedaba aislada en el contexto internacional, pendiente únicamente de saber cómo habría de materializarse la amenaza y cuál sería la postura de Inglaterra», ha señalado Emilio La Parra López.
En el Congreso de Verona, finalmente, Austria, Prusia y Rusia (Gran Bretaña se negó a adherirse) se comprometieron el 19 de noviembre a apoyar Francia si esta decidía atacar a España pero «exclusivamente en tres situaciones concretas: 1) si España atacaba directamente a Francia, o lo intentaba con propaganda revolucionaria; 2) si el rey de España fuera desposeído del trono, o si corriera peligro su vida o la de los otros miembros de su familia; y 3) si se produjera cualquier cambio que pudiera afectar al derecho de sucesión en la familia real española». A pesar de que ninguna de estas tres situaciones se materializó, Francia invadió España en abril de 1823 con los Cien Mil Hijos de San Luis. Tras descubrirse en 1935 que el supuesto protocolo secreto  firmado por Rusia, Prusia, Austria y Francia era una falsificación, quedó desmontado el mito de que la invasión de los Cien Mil Hijos de San Luis se había decidido en el Congreso de Verona y de que se hacía en nombre de la Santa Alianza. Como ha señalado la historiadora española Rosario de la Torre, que en 2011 volvió a insistir en la falsedad del «Tratado Secreto de Verona», la invasión de España fue decidida por el rey francés Luis XVIII y por su gobierno (sobre todo después de que el 28 de diciembre de 1822 François-René de Chateaubriand pasara a dirigir la política exterior con el objetivo de «volver a colocar a Francia en la categoría de las potencias militares»), contando eso sí con la aprobación más o menos explícita o la neutralidad de las otras cuatro potencias de la Quíntuple Alianza. «En último término, Francia y el resto de los aliados habían comprendido que no era posible el triunfo de la contrarrevolución desde dentro, ni a través de un golpe político y militar en la Corte, ni a través de la sublevación armada y su cobertura política fracasada en Urgel».
En su discurso de apertura ante las Cámaras el 28 de enero de 1823 Luis XVIII informó del fracaso de las gestiones diplomáticas con España, que daba por concluidas —dos días antes el embajador francés había abandonado Madrid; el embajador español en París hará lo mismo tras conocer el contenido del discurso— y a continuación anunció solemnemente su decisión de invadirla —esta declaración dio origen al nombre con que fue conocido el cuerpo expedicionario francés enviado a España a las órdenes del duque de Angulema: los Cien Mil Hijos de San Luis—:

He dado orden para que se retire mi ministro en aquella corte y cien mil franceses, mandados por aquel príncipe de mi familia a quien mi corazón se complace en dar el nombre de hijo mío, están prontos a marchar, invocando al Dios de San Luis, para conservar el trono de España a un nieto de Enrique IV [el fundador de la dinastía Borbón], y para preservar a aquel hermoso reino de su ruina y reconciliarle con la Europa.

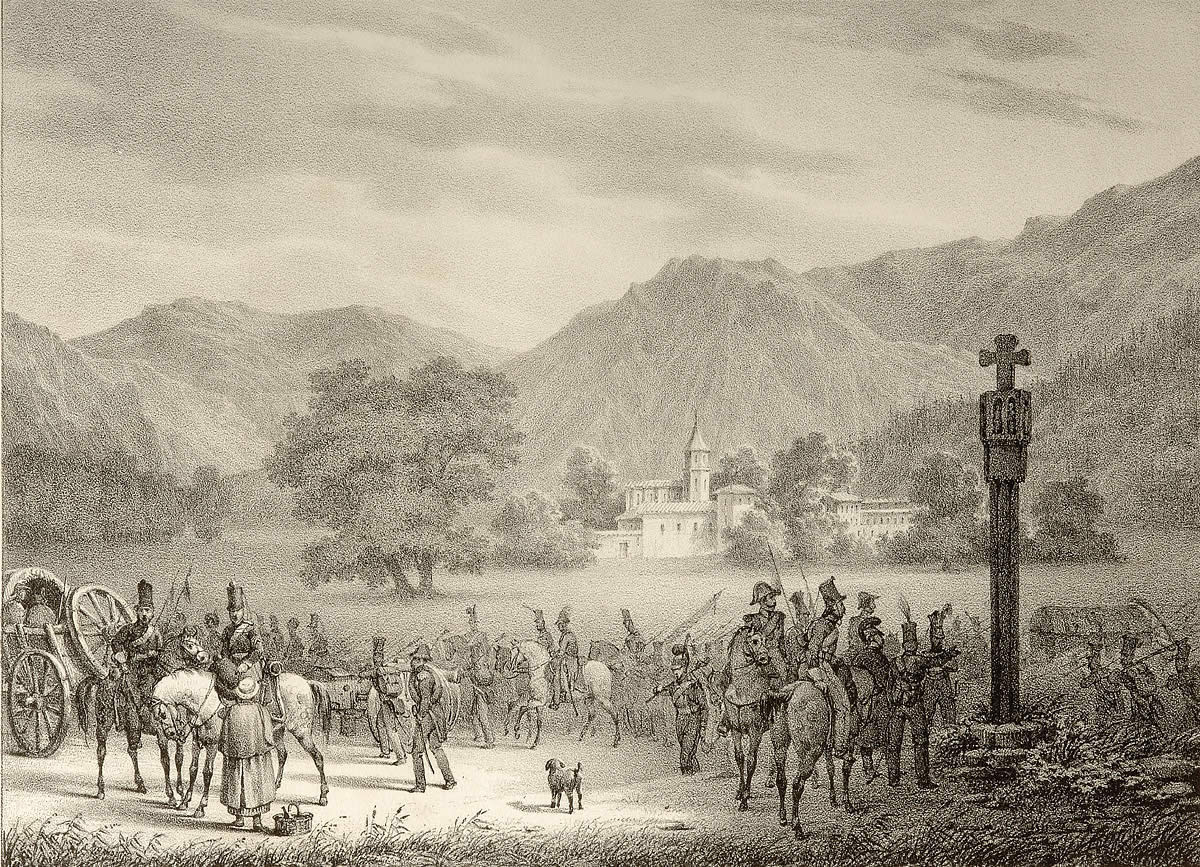
"Planicie de Roncesvalles, 1823". Ilustración que muestra el paso de los Cien Mil Hijos de San Luis por Roncesvalles.

El 7 de abril de 1823 empezaron a atravesar la frontera española los “Cien Mil Hijos de San Luis” —la Armée d'Espagne fue su nombre oficial—, sin haber declarado previamente la guerra. Eran entre 80 000 y 90 000 hombres, que al final de la campaña sumarían 120 000, parte de los cuales ya habían participado en la anterior invasión francesa de 1808, con Napoleón. Contaron con el apoyo de tropas realistas españolas que se habían organizado en Francia antes de la invasión —entre 12 500 y 35 000 hombres, según las diversas fuentes— A estas tropas realistas se les sumaron conforme fueron avanzando las partidas que habían sobrevivido a la ofensiva del ejército constitucional. Diversos historiadores, como Juan Francisco Fuentes, han destacado la paradoja de que muchos de los integrantes de las partidas y de las tropas realistas de apoyo habían luchado quince años antes contra los franceses en la Guerra de la Independencia.
El gobierno liderado por Evaristo San Miguel organizó las fuerzas españolas en cuatro ejércitos de operaciones, aunque el único que realmente hizo frente a los invasores fue el segundo, el más numeroso (20 000 hombres) y el mejor preparado, comandado por el general Francisco Espoz y Mina, antiguo guerrillero de la Guerra de la Independencia, que actuó en Cataluña. En cambio, los otros tres generales no opusieron excesiva resistencia: ni el conde de la Bisbal, que estaba al mando del Ejército de Reserva de Castilla la Nueva; ni Pablo Morillo, al mando de las fuerzas de Galicia y de Asturias; ni Francisco Ballesteros, al mando de las tropas de Navarra, Aragón y el Mediterráneo. La consecuencia fue que el ejército francés avanzó hacia el sur con relativa facilidad —el 13 de mayo entraba en Madrid—, aunque la rapidez de la campaña puede resultar engañosa ya que los franceses habían dejado atrás la mayor parte de las plazas fuertes sin ocuparlas.
A excepción de varias ciudades, que demostraron gran capacidad de defensa (como La Coruña, que resistió hasta finales de agosto; Pamplona y San Sebastián, que no capitularon hasta septiembre, o como Barcelona, Tarragona, Cartagena y Alicante que siguieron luchando hasta noviembre, cuando el régimen constitucional hacía más de un mes que había sido derribado), no hubo una resistencia popular a la invasión, ni se formaron guerrillas antifrancesas como durante la Guerra de la Independencia (más bien ocurrió lo contrario: las partidas realistas se sumaron al ejército francés). «Dos de las ideas fuerza que sustentaron la resistencia de 1808 habían desaparecido en 1823, de modo que ni el rey estaba prisionero de los franceses —al contrario, muchos lo presentaban como rehén de los liberales—, ni la religión católica corría peligro, pues esta vez las tropas francesas aparecían alienadas junto a los defensores del trono y el altar», ha señalado Gonzalo Butrón Prida para explicar la pasividad de la población española ante la invasión.

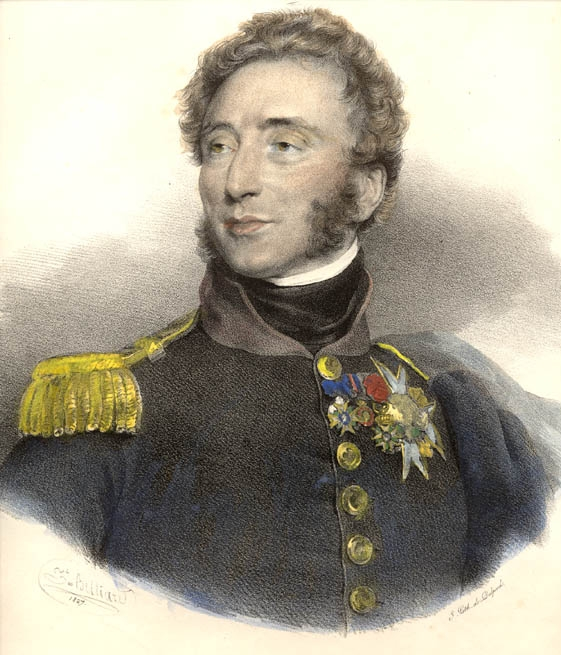
El duque de Angulema, comandante en jefe de los Cien Mil Hijos de San Luis.

Cuando el 23 de mayo el duque de Angulema entró en Madrid, entre repiques de campanas de todas las iglesias de la capital, nombró una Regencia presidida por el duque del Infantado. Angulema lo justificó en una proclama que decía: «Ha llegado el momento de establecer de un modo solemne y estable la regencia que debe encargarse de administrar el país, de organizar el ejército, y ponerse de acuerdo conmigo sobre los medios de llevar a cabo la grande obra de libertar a vuestro rey».
Conforme iban avanzando hacia el sur las tropas francesas los realistas españoles desataron «una explosión general de violencia» que «cubrió el país de venganzas y atropellos, practicados sin sujetarse a ninguna autoridad ni seguir norma alguna» y cuyas víctimas fueron los liberales. El duque de Angulema se sintió en la obligación de intervenir y el 8 de agosto de 1823 promulgó la Ordenanza de Andújar que despojaba a las autoridades realistas de la facultad de llevar a cabo persecuciones y arrestos por motivos políticos, potestad que se reservaba a las autoridades militares francesas. El rechazo realista fue inmediato, desencadenándose «una insurrección de la España absolutista contra los franceses» que tuvo éxito ya que el 26 de agosto el duque de Angulema rectificó (oficialmente «aclaró» el decreto), presionado por el Gobierno francés preocupado por la crisis que se estaba viviendo y por la oposición a la Ordenanza de la Santa Alianza. El ámbito de aplicación de la Ordenanza quedó restringido a los oficiales y tropa comprendidos en las capitulaciones militares, con lo que aquella quedó derogada de facto. Tras la marcha atrás en la Ordenanza, la «explosión múltiple y sangrienta de la violencia absolutista» continuó hasta el punto de que el historiador Josep Fontana la ha calificado de «terror blanco».

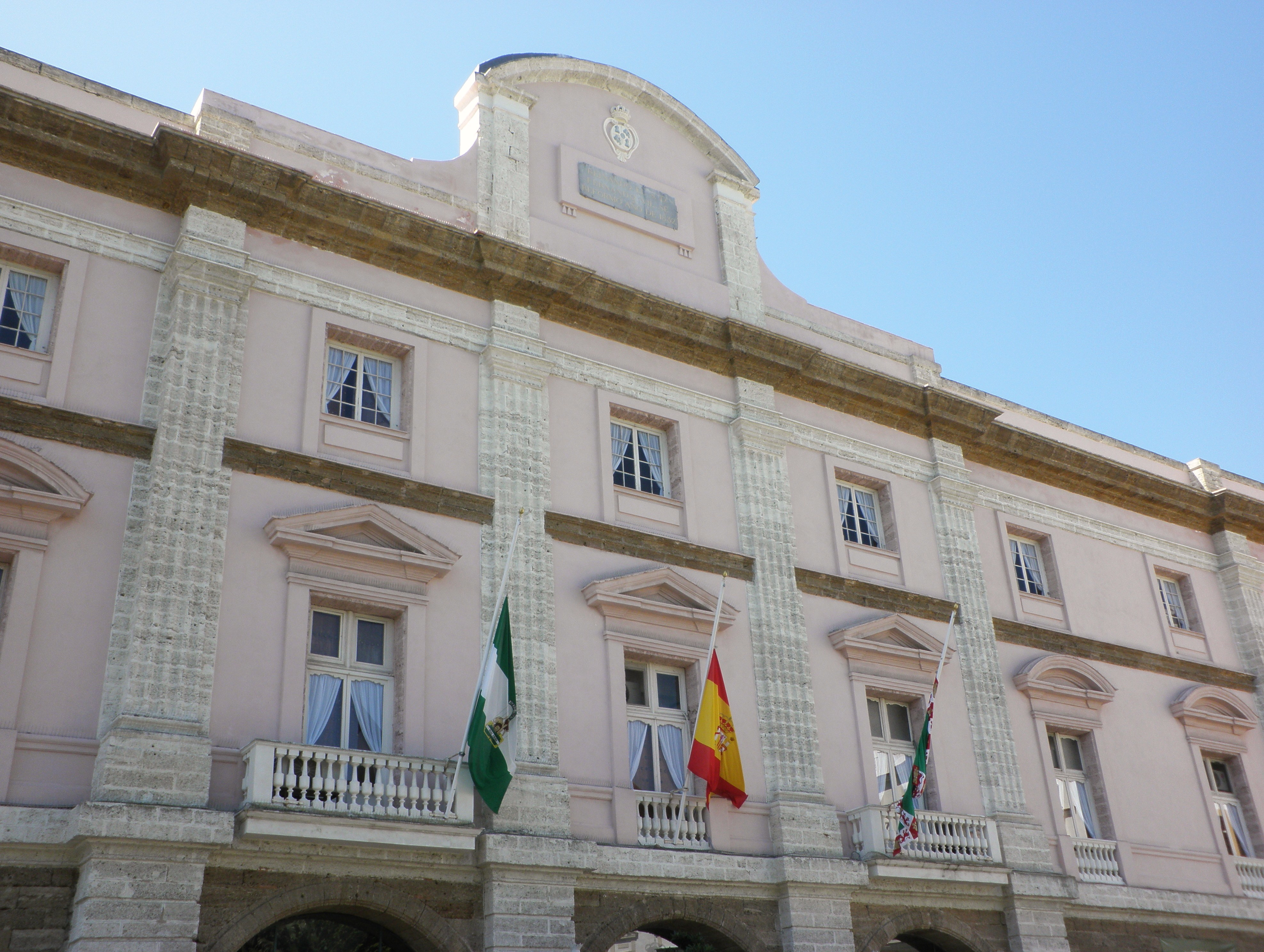
Palacio de la Aduana (Cádiz), residencia del rey durante el asedio francés de 1823. Desde la azotea Fernando VII se entretuvo volando cometas y contemplando a los sitiadores con unos anteojos. Se ha discutido si volar cometas fue una mera diversión o un medio de comunicarse con el enemigo mediante señales convenidas. Lo que sí se sabe es que Fernando VII utilizando diversos medios estaba en contacto con los realistas y con los franceses y los conminaba a que le «rescataran»..

El 9 de junio las tropas francesas atravesaban Despeñaperros, derrotando a las fuerzas del general Plasencia que les hizo frente, quedando así expedito el camino hacia Sevilla, donde en ese momento se encontraban el Gobierno, las Cortes, el rey y la familia real. Ante la amenaza de la invasión, las Cortes y el gobierno —en realidad, dos gobiernos: el que encabezaba Evaristo San Miguel y el que encabezaba Álvaro Flórez Estrada— habían abandonado Madrid el 20 de marzo —tres semanas antes de que el primer soldado francés cruzara la frontera— para dirigirse hacia el sur, estableciéndose en Sevilla el 10 abril, a donde condujeron a Fernando VII y a la familia real, a pesar de su negativa a hacerlo. El único deseo de Fernando VII era encontrarse con las tropas francesas: "¿Llegarán pronto los extranjeros?", era desde tiempo atrás, según el embajador francés, su principal preocupación».
Las Cortes reanudaron sus sesiones el 23 de abril y al día siguiente el rey firmó la declaración de guerra a Francia. Poco después el gabinete que encabezaba San Miguel dimitía, lo que hubiera dado paso al gabinete cuya figura principal era Flórez Estrada, pero la oposición de un grupo numeroso de diputados abrió una nueva crisis política que solo se resolvería al mes siguiente con la formación de un nuevo gobierno cuya figura principal era el exaltado José María Calatrava, que no ocupó la Secretaría del Despacho de Estado, como venía siendo norma, sino la de Gracia y Justicia.
El 11 de junio las Cortes decidieron trasladarse de Sevilla a Cádiz, llevando consigo al rey y a la familia real, de nuevo en contra de su voluntad. Fernando VII se mostró aún más obstinado que en Madrid para no emprender el viaje por lo que las Cortes decidieron que el rey estaba sufriendo un «letargo pasajero» y, de acuerdo con la Constitución, le inhabilitaron por «impedimento moral» para ejercer sus funciones y nombraron una Regencia que detentaría los poderes de la Corona durante el viaje a Cádiz (la integraron Cayetano Valdés, Gabriel Ciscar y Gaspar de Vigodet). La respuesta de la Regencia realista instalada en Madrid por el duque de Angulema fue promulgar el 23 de junio un decreto en el que declaraba reos de lesa majestad a todos los diputados que habían participado en las deliberaciones para inhabilitar al rey (este será el «delito» por el que ahorcarán a Rafael del Riego, «el héroe de Las Cabezas de San Juan»). En cuanto llegaron a Cádiz el 15 de junio la Regencia constitucional cesó y el rey recuperó sus poderes.
Cádiz fue sitiada por el ejército francés, como ocurrió trece años atrás. En la noche del 30 al 31 de agosto las tropas francesas tomaban el fuerte del Trocadero y veinte días después el de Sancti Petri, con lo que la resistencia se hacía imposible. Cádiz esta vez no había contado con auxilio por mar de la flota británica como en 1810.

### La «liberación» de Fernando VII y la restauración de la monarquía absoluta

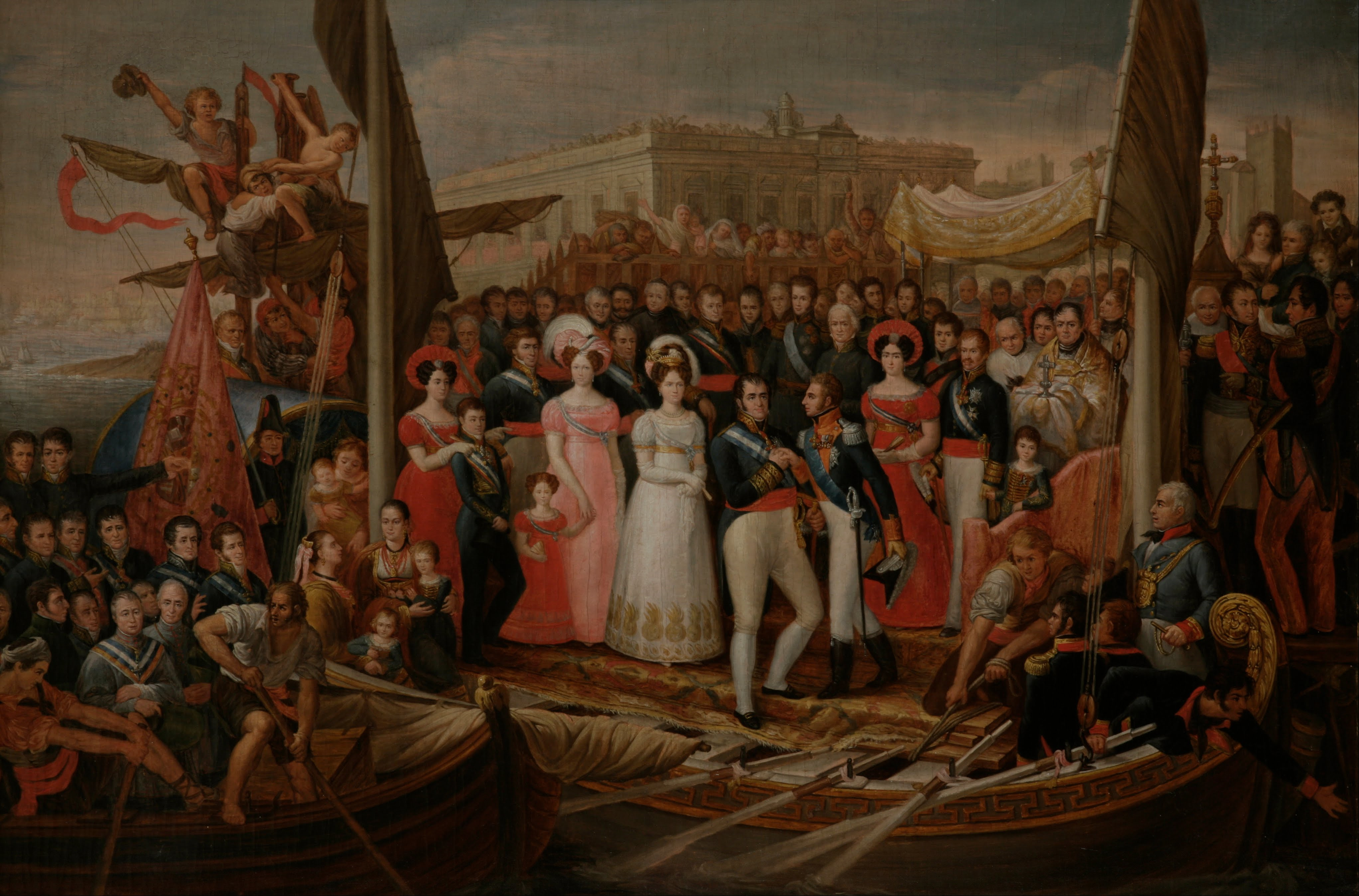
Cuadro de José Aparicio que representa el desembarco de Fernando VII en el Puerto de Santa María tras haber sido «liberado» de su «cautiverio» en Cádiz. Es recibido por el duque de Angulema, comandante de los Cien Mil Hijos de San Luis, y por el duque del Infantado, presidente de la Regencia absolutista nombrada por los franceses.

El 30 de septiembre de 1823, tras cerca de cuatro meses de asedio, el gobierno liberal decidió, con la aprobación de las Cortes, dejar marchar al rey Fernando VII que se reunió con el duque de Angulema —y con el duque del Infantado, presidente de la Regencia realista— al día siguiente, 1 de octubre, en el Puerto de Santa María, al otro lado de la bahía de Cádiz que el rey y la familia real atravesaron a bordo de una falúa engalanada. Buena parte de los liberales que se encontraban en Cádiz huyeron a Inglaterra vía Gibraltar, pensando que el rey no cumpliría su promesa, hecha poco antes de ser «liberado», de «llevar y hacer llevar a efecto un olvido general, completo y absoluto de todo lo pasado, sin escepción [sic] alguna». No se equivocaban.
En cuanto Fernando VII se vio libre se retractó de las promesas que había hecho y apenas desembarcado en el Puerto de Santa María, desoyendo el consejo de Angulema de «extender la amnistía lo más posible» y de que «convenía no volver a caer en una situación que llevase a que volviesen a ocurrir sucesos como los de 1820» (Fernando VII se limitó a contestar: «¡Viva el rey absoluto!»), promulgó un decreto en el que derogaba toda la legislación del Trienio (con lo que tampoco cumplió la promesa que le había hecho al rey de Francia y al zar de Rusia de que no iba a «volver a reynar baxo del régimen que llaman absoluto»):

Son nulos y de ningún valor todos los actos del gobierno llamado constitucional, de cualquier clase y condición que sean, que ha dominado a mis pueblos desde el día 7 de marzo de 1820 hasta hoy, día 1º de octubre de 1823, declarando, como declaro, que en toda esta época he carecido de libertad, obligado a sancionar leyes y a expedir las órdenes, decretos y reglamentos que contra mi voluntad se meditaban y expedían por el mismo gobierno.

Más tarde Fernando VII escribió lo siguiente recordando el día 1 de octubre en que llegó al Puerto de Santa María:

Día dichoso para mí, para la real familia y para toda la nación; pues que recobramos desde este momento nuestra deseadísima y justa libertad, después de tres años, seis meses y veinte días de la más ignominiosa esclavitud, en que lograron ponerme un puñado de conspiradores por especulación, y de obscuros y ambiciosos militares que, no sabiendo escribir bien sus nombres, se erigieron ellos mismo en regeneradores de la España, imponiéndola a la fuerza las leyes que más les acomodaban para conseguir sus fines siniestros y hacer sus fortunas, destruyendo a la nación.

El 30 de noviembre de 1823 el duque de Angulema dio la última orden general desde Oyarzun, de regreso a Francia: «Habiendo terminado felizmente la campaña con la liberación del rey de España y la toma o sumisión de las plazas de su reino, hago constar al Ejército de los Pirineos, al abandonarlo, mi más viva satisfacción por su celo». Al día siguiente cruzaba la frontera por el río Bidasoa. «La guerra de Francia contra la España constitucional había durado siete meses y medio. De ella salió como auténtico triunfador Fernando VII», concluye Emilio La Parra López.

## La Década Ominosa

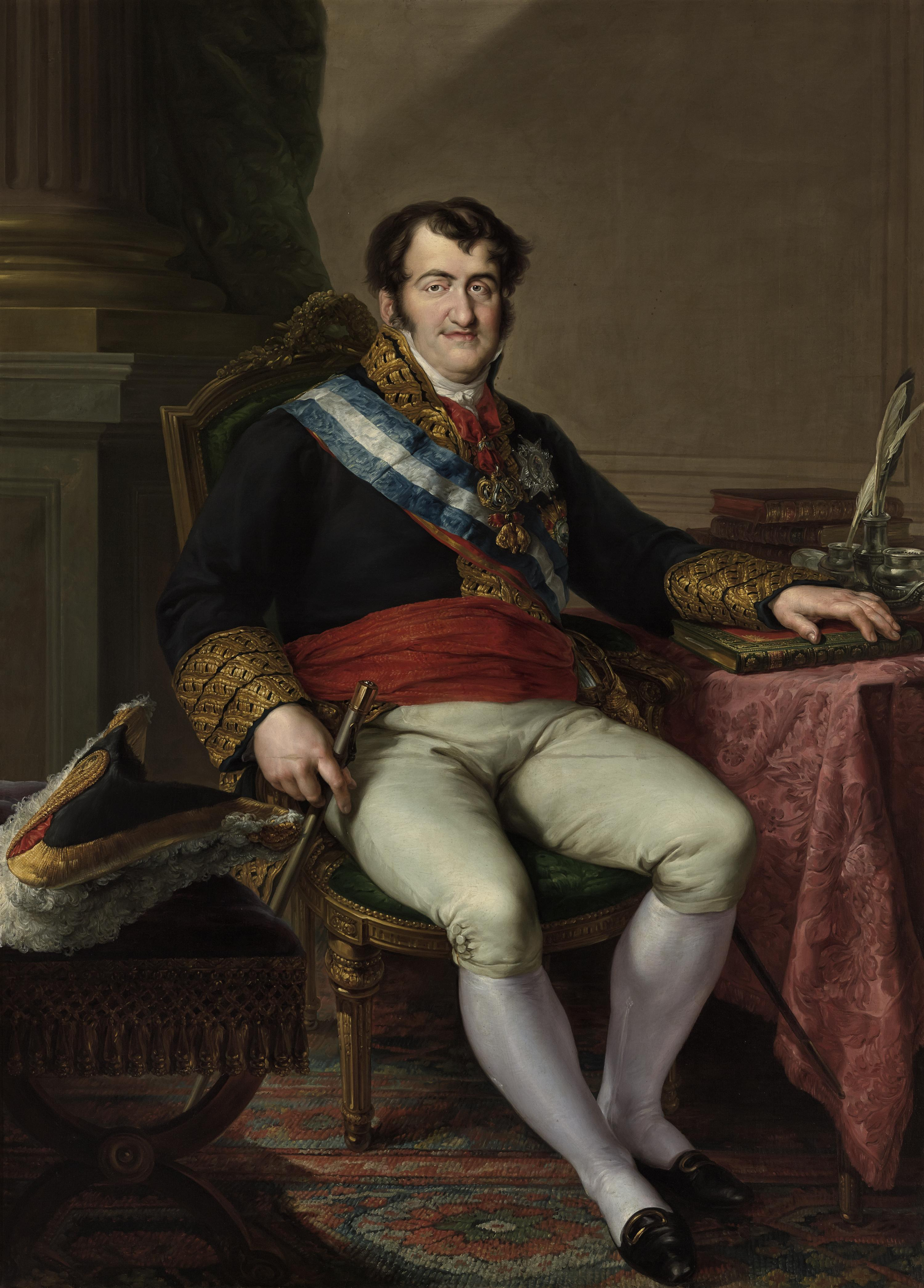
Retrato de Fernando VII del pintor Vicente López realizado en 1828 por encargo del Banco de San Carlos. Así lo describe el historiador Emilio La Parra López: «Vestido de capitán general, con todas las condecoraciones importantes y el cetro en la mano derecha, el rey está sentado, postura poco habitual en la historia española de los retratos reales, con la mano izquierda posada sobre unos libros colocados en una mesa. En el tejuelo de uno de ellos se lee: 'R. CÉDULA DEL BANCO DE S. FERNANDO'. La obesidad y las acusadas entradas en el cabello son bien manifiestas. Este lienzo, ha dicho J.L. Díez, ofrece 'sin duda la imagen más sincera del abotargado monarca en su edad madura'. Es también la del rey reformista, preocupado por impulsar la economía del reino».

El término Década Ominosa —es decir, abominable— fue acuñado por los liberales que sufrieron la represión y el exilio durante esos diez años. El hispanista francés Jean-Philippe Luis ha matizado esta visión del periodo: «Por una parte, la década ominosa no se reduce al fin de un mundo sino que participa en la construcción del Estado y de la sociedad liberal. Por otra parte, el régimen es al mismo tiempo tiránico y voluntaria o involuntariamente reformador». Esto último constituye lo que Luis llama «la otra cara de la década ominosa».

### Represión y exilio
La represión fue mayor que en 1814, cuando se produjo la primera restauración de la monarquía absoluta, entre otras razones porque había muchos más liberales en 1823 que nueve años atrás. En cuanto Fernando VII recuperó el 1 de octubre sus poderes absolutos incumplió su promesa de un «olvido general completo y absoluto de todo lo pasado, sin excepción alguna». El duque de Angulema fracasó en su intento de que Fernando VII pusiera fin «a los arrestos y destierros arbitrarios, medidas opuestas a todo Gobierno arreglado y a todo orden social». De hecho durante los años siguientes las tropas francesas que permanecieron en España en virtud del convenio firmado entre las dos monarquías intervendrán en numerosas ocasiones para proteger a la población con simpatías liberales del hostigamiento y los excesos represivos de los absolutismo.

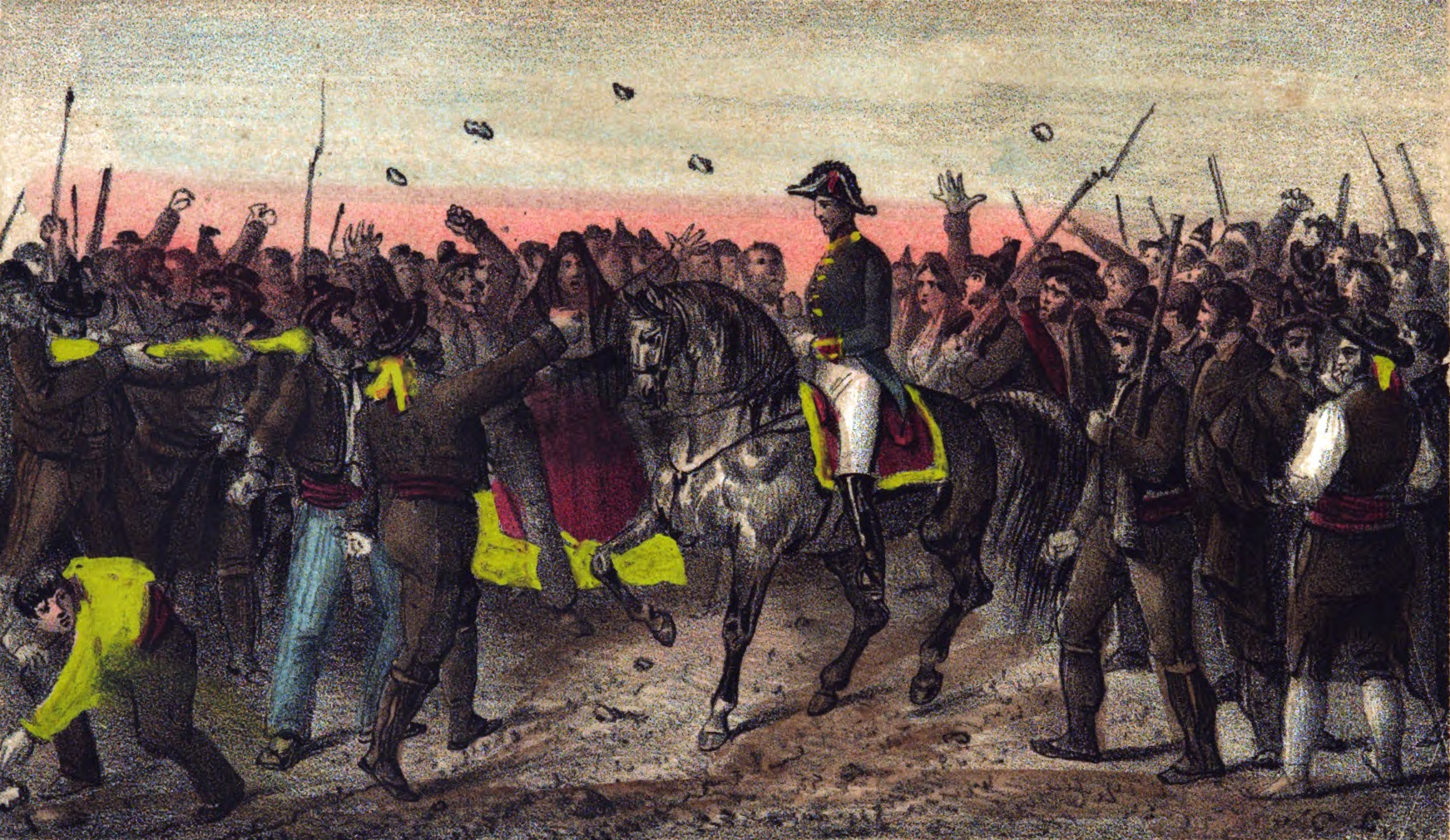
Riego conducido por los realistas a la cárcel de La Carolina (1835).

El símbolo de la represión desatada por Fernando VII, a pesar de los consejos de los franceses para intentar mitigarla, fue la ejecución en la horca en la Plaza de la Cebada de Madrid de Rafael de Riego el 7 de noviembre de 1823. Otro caso que ejemplifica la dureza de la represión fue el de Juan Martín Díez, «el Empecinado», guerrillero y héroe de la Guerra de la Independencia. Pasó más de veinte meses en la cárcel en condiciones inhumanas hasta que tras un remedo de juicio fue ahorcado el 19 de agosto de 1825.

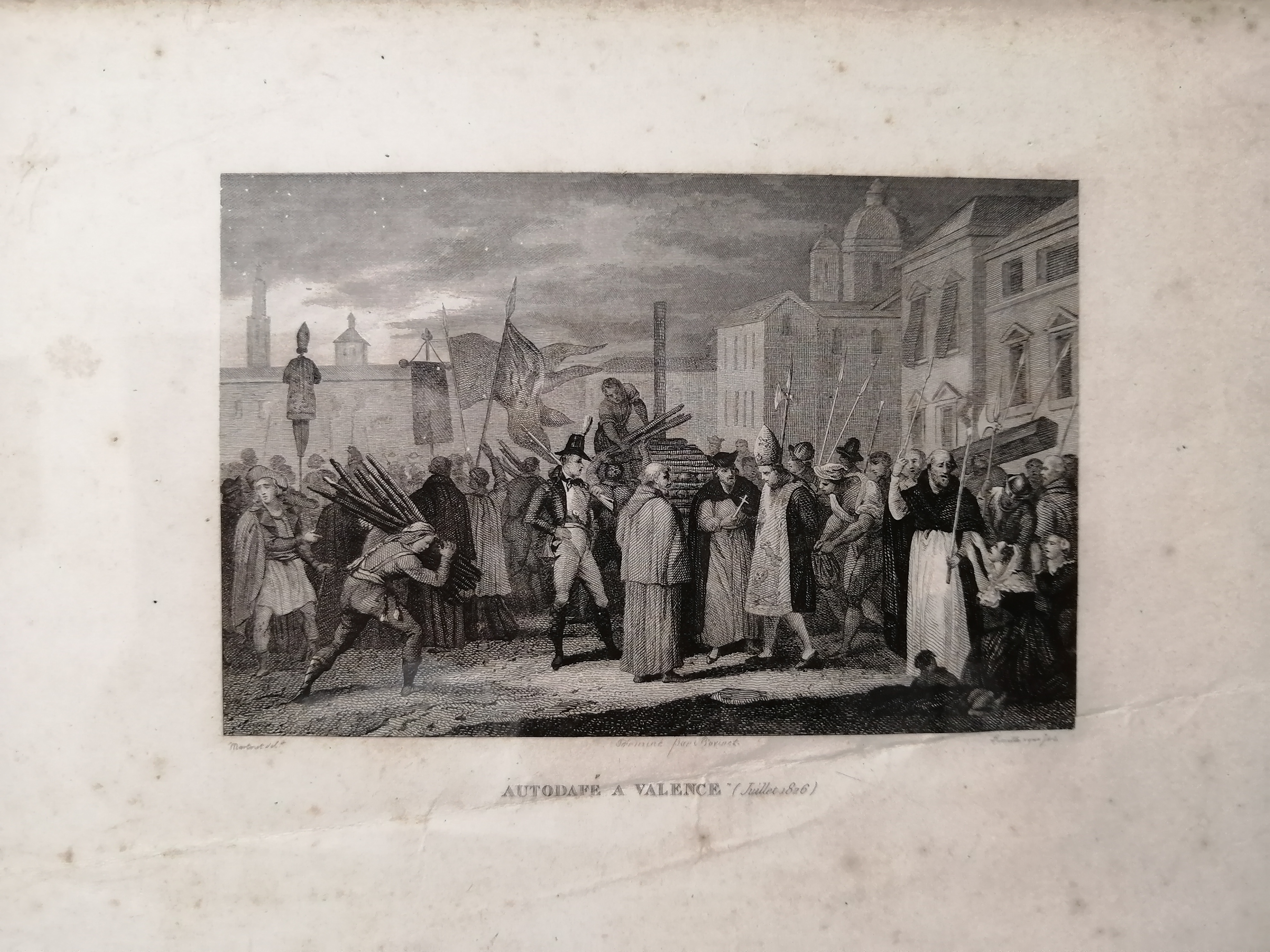
Grabado titulado «Autodafé à Valence (Juillet 1826)» que supuestamente reproduciría la ejecución por herejía de Cayetano Ripoll, pero que en realidad representa un auto de fe de la Inquisición (el reo lleva un sambenito y va a ser quemado en la hoguera). Ripoll fue ahorcado por una sentencia de la Junta de Fe de la diócesis de Valencia y su cadáver solo fue "quemado" simbólicamente. La ejecución de Ripoll tuvo lugar en la plaza del Mercado de Valencia, y los edificios, seguramente inventados, que aparecen en el grabado no son los de esa céntrica plaza de la ciudad.

Un mes antes de la detención de El Empecinado se habían decretado penas de muerte y prisión para los que se declararan partidarios de la Constitución. También llevaban tiempo funcionando las juntas de purificación para los funcionarios de la Administración del Estado. Asimismo se establecieron comisiones militares, encargadas de perseguir a los que se hubieran manifestado, de palabra o de hecho, en contra del régimen absoluto o a favor del constitucional. Asimismo se crearon en algunas diócesis las Juntas de Fe que asumieron parte de las funciones y de los métodos de la Inquisición, que no fue restaurada a pesar de las presiones de los «ultrabsolutistas». Una de sus víctimas sería el maestro deísta valenciano Cayetano Ripoll, ejecutado por «hereje contumaz» el 31 de julio de 1826. Para centralizar la represión y evitar los «excesos populares» se creó en enero de 1824 la Superintendencia General de Policía, que también asumió el control ideológico que antes ejercía la Inquisición.

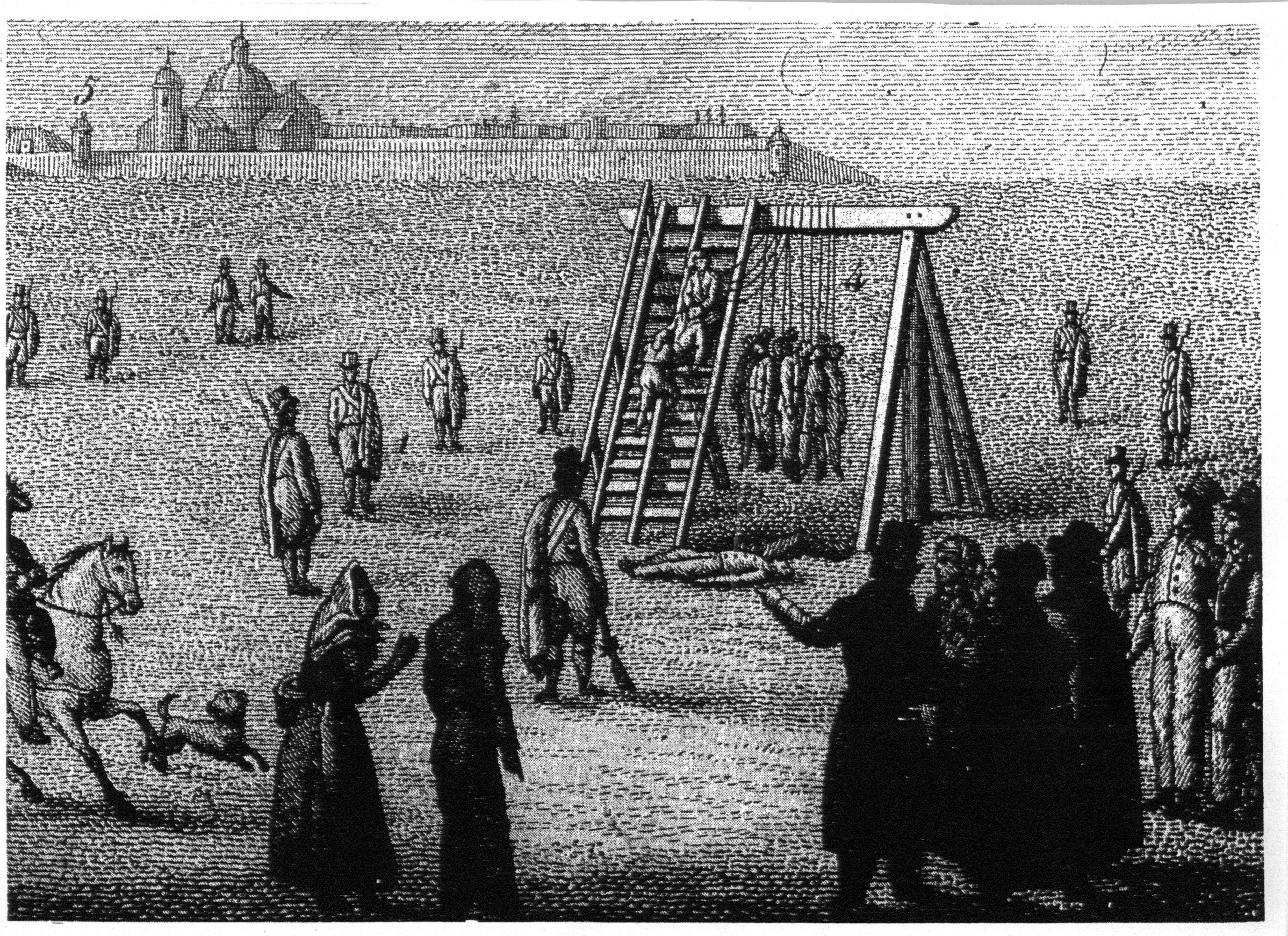
Represión de liberales en las cercanías de la ciudadela de Barcelona, custodiados por Mozos de Escuadra bajo la supervisión del conde de España, gobernador de aquella plaza tras el fin del Trienio Liberal.

Una de las víctimas de la represión fue el clero liberal, o simplemente el que no se había opuesto al régimen constitucional, y fue ejercida sobre todo por la propia Iglesia Católica. Otro de los sectores que fue víctima de la represión fue el Ejército. Fernando VII ordenó a su gobierno en diciembre de 1823: «Disolución del ejército y formación de otro nuevo». Así, cientos de oficiales fueron sometidos a «procesos de depuración» muchos de los cuales acabaron con su expulsión del Ejército, temporal o definitiva.
La presión de las potencias europeas obligó a Fernando VII a decretar el 11 de mayo de 1824 un «indulto y perdón general» pero esta amnistía contenía tantas excepciones que en la práctica suponía la condena de todos aquellos comprendidos en ellas, por lo que se produjo el efecto paradójico de que muchas personas, que hasta entonces pensaban que estaban seguras, abandonaran España a raíz de su promulgación.
La durísima represión desatada contra los liberales provocó que, como en 1814, muchos de ellos marcharon al exilio. Fue el mayor exilio político que vivió la Europa de la Restauración. Se calcula que pudieron ser unos 15 000 —alrededor de 20 000, según algunas estimaciones— y sus principales destinos fueron Francia (que acogió al 77 %), Inglaterra (el 11 %), Gibraltar y Portugal, por ese orden. En Francia muchos liberales habían sido llevados allí como prisioneros de guerra (buena parte de ellos eran soldados y suboficiales del ejército español y miembros de la Milicia Nacional). En Inglaterra fue donde se refugiaron la mayor parte de los cargos públicos del Estado constitucional (diputados, secretarios del Despacho, jefes políticos, etc.), así como oficiales y jefes del Ejército, además de periodistas, intelectuales, y otros miembros destacados de la clase media ilustrada y liberal, con lo que el epicentro político y cultural del exilio se situó en Inglaterra (allí se organizarían las conspiraciones para derribar el absolutismo), mientras que en Francia se encontraban los sectores más populares.
Los exiliados no se libraron de la vigilancia y el control de Estado absolutista pues con este fin Fernando VII creó una policía especial, llamada «alta policía» o «policía reservada», que estaba a las órdenes directas del Secretario del Despacho de Gracia y Justicia Calomarde y actuaba al margen de la Superintendencia General de Policía.
Por otro lado, Juan Luis Simal ha destacado que el exilio liberal español, junto con el napolitano, el piamontés y el portugués (aunque en menor medida), «fue central para el desarrollo de una política liberal europea. Aparentemente de forma paradójica, la derrota del constitucionalismo meridional en 1821-1823 reforzó el liberalismo europeo en las décadas siguientes. El exilio facilitó el contacto entre liberales de varios países y la formación de redes internacionales que mantuvieron vivo el compromiso político con los represaliados». Nació así un «internacionalismo liberal» en el que los liberales españoles exiliados y su experiencia del Trienio desempeñaron un papel muy destacado.
Los exiliados liberales pudieron comenzar a volver a España tras la aprobación de una primera amnistía en octubre de 1832, todavía en vida de Fernando VII, por una iniciativa de su esposa, María Cristina de Borbón, y de los absolutistas «reformistas», pero contenía muchas excepciones, por lo que el regreso definitivo no se produjo hasta la aprobación de una segunda amnistía en octubre de 1833, un mes después de la muerte de Fernando VII, que fue ampliada en febrero de 1834, tras la llegada al gobierno del liberal moderado Francisco Martínez de la Rosa, que ya había encabezado el Gobierno varios meses durante el Trienio.

### La división de los absolutistas: «reformistas» frente a «ultras» (o «apostólicos»)
Así como en el Trienio Liberal (1820-1823) se produjo la escisión de los liberales entre «moderados» y «exaltados», durante la Década Ominosa fueron los absolutistas los que se dividieron entre absolutistas «reformistas» —partidarios de «suavizar» el absolutismo siguiendo las advertencias de la Cuádruple Alianza y de la Francia borbónica restaurada— y los absolutistas «ultras» o «apostólicos»  que defendían la restauración completa del absolutismo, incluyendo el restablecimiento de la Inquisición que el rey Fernando VII, presionado por las potencias europeas, no había repuesto tras su abolición por los liberales durante el Trienio. Los ultras o apostólicos, también llamados ultrarrealistas o ultraabsolutistas, tenían en el hermano del rey, Carlos María Isidro de Borbón —heredero al trono porque Fernando VII después de tres matrimonios no había conseguido tener descendencia—, a su principal valedor, por eso también se les llamó en ocasiones «carlistas». El conflicto más grave que protagonizaron los ultraabsolutistas fue la Guerra dels Malcontents que se produjo en 1827 y tuvo como escenario Cataluña.

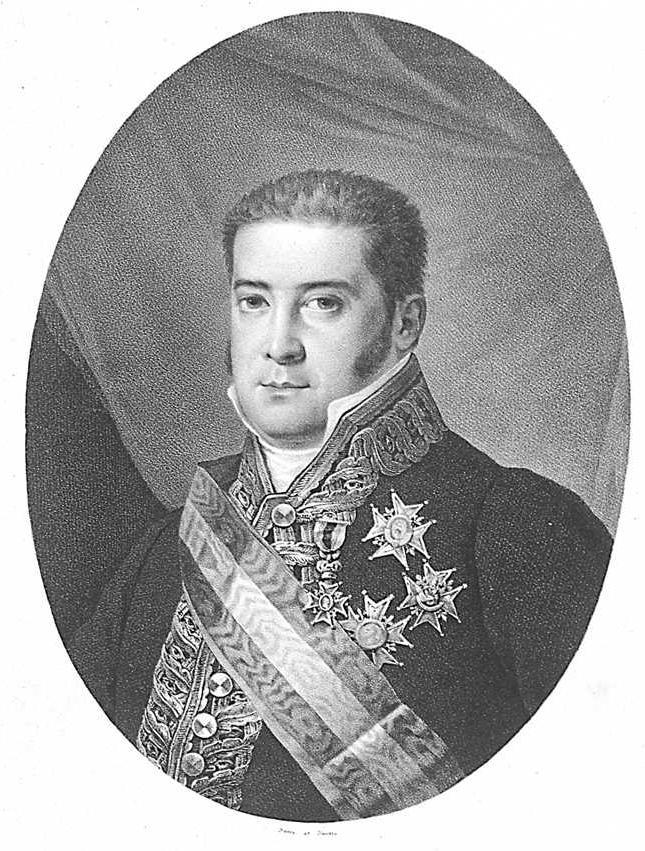
Luis López Ballesteros, secretario del Despacho de Hacienda entre 1823 y 1832, fue uno de los absolutistas «reformistas» más destacados.

Tres decisiones del gobierno «reformista» nombrado por Fernando VII, respaldadas por él mismo, provocaron la ruptura de los absolutistas entre «reformistas» y «ultras». La primera, y la que fue rechazada de forma más radical por los ultras por considerarla una concesión inadmisible al liberalismo, fue la no restauración de la Inquisición abolida por los liberales en marzo de 1820 ―los «ultras» consideraban al Santo Oficio como el símbolo más importante del Antiguo Régimen en España―. La segunda fue la creación en enero de 1824 de la Superintendencia General de Policía, que se iba convertir en una institución clave en la política represiva del régimen absolutista y que asumió muchas de las funciones que hasta entonces había desempeñado la Inquisición, como la censura de libros ―por eso mismo fue rechazada por los ultras, ya que consideraban que el orden público debía estar controlado por el Santo Oficio y por los voluntarios realistas y no por un cuerpo estatal centralizado de sospechoso «origen francés»―. La tercera medida fue la concesión de una muy limitada amnistía («indulto y perdón general») a los liberales, que también fue rechazada por los «ultras» a pesar de que contenía tal cantidad de excepciones que prácticamente la hacía inoperante.

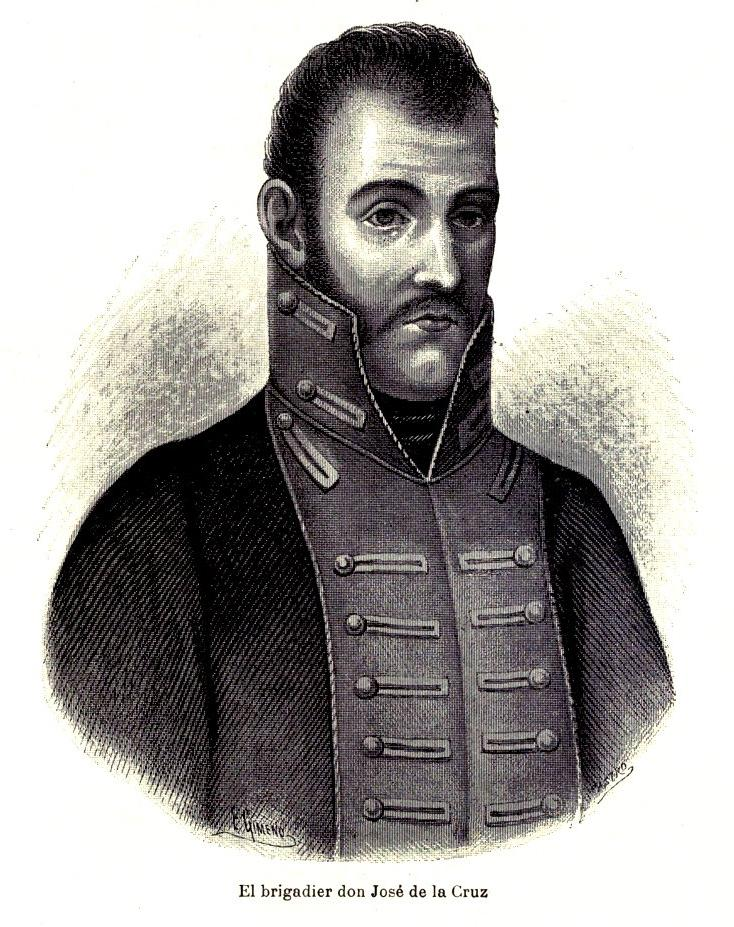
El general José de la Cruz, Secretario del Despacho de Guerra. La aprobación del reglamento de los Voluntarios Realistas, rechazado por estos que se negaron a cumplirlo, acabó causando la destitución de su cargo, siendo sustituido por el ultra José Aymerich.

Hubo un cuarto motivo para la ruptura. El acuerdo firmado en febrero de 1824 con la monarquía francesa por el que permanecerían en España 45 000 hombres de los Cien Mil Hijos de San Luis, desplegados en 48 plazas (Madrid, Cádiz, La Coruña, Badajoz, Cartagena, Vitoria, y varias poblaciones catalanas, entre ellas Barcelona, de la cornisa cantábrica y de la frontera pirenaica) cada una con un comandante francés y con competencias sobre orden público ―el coste económico correría a cargo de la Hacienda española y el convenio sería renovado año a año hasta 1828―. En las proclamas ultras aparecerá con frecuencia el «¡Fuera los franceses!». Un quinto motivo fue la aprobación a finales de febrero de 1824 por el Secretario del Despacho de Guerra, el general José de la Cruz, del nuevo reglamento de los Voluntarios Realistas que fue muy mal recibido por éstos y se negaron a obedecerlo. En él se excluía del cuerpo a «los jornaleros y todos los que no puedan mantenerse a sí mismos y a sus familias los días que les toque servicio en su pueblo». El 26 de agosto el general De la Cruz fue destituido, acusado de connivencia con el desembarco en Tarifa del coronel liberal Francisco Valdés Arriola que mantuvo la posición entre el 3 y el 19 de agosto ―36 miembros de la intentona fueron fusilados―. Su sustituto fue el «ultra» José Aymerich. En 1826 se aprobó un nuevo reglamento de los voluntarios realistas que sí aceptaba a los jornaleros y además se ordenaba a las autoridades que prefiriesen «para los trabajos que puedan ofrecerse en los pueblos y en igualdad de circunstancias a los voluntarios realistas, en especial los jornaleros».

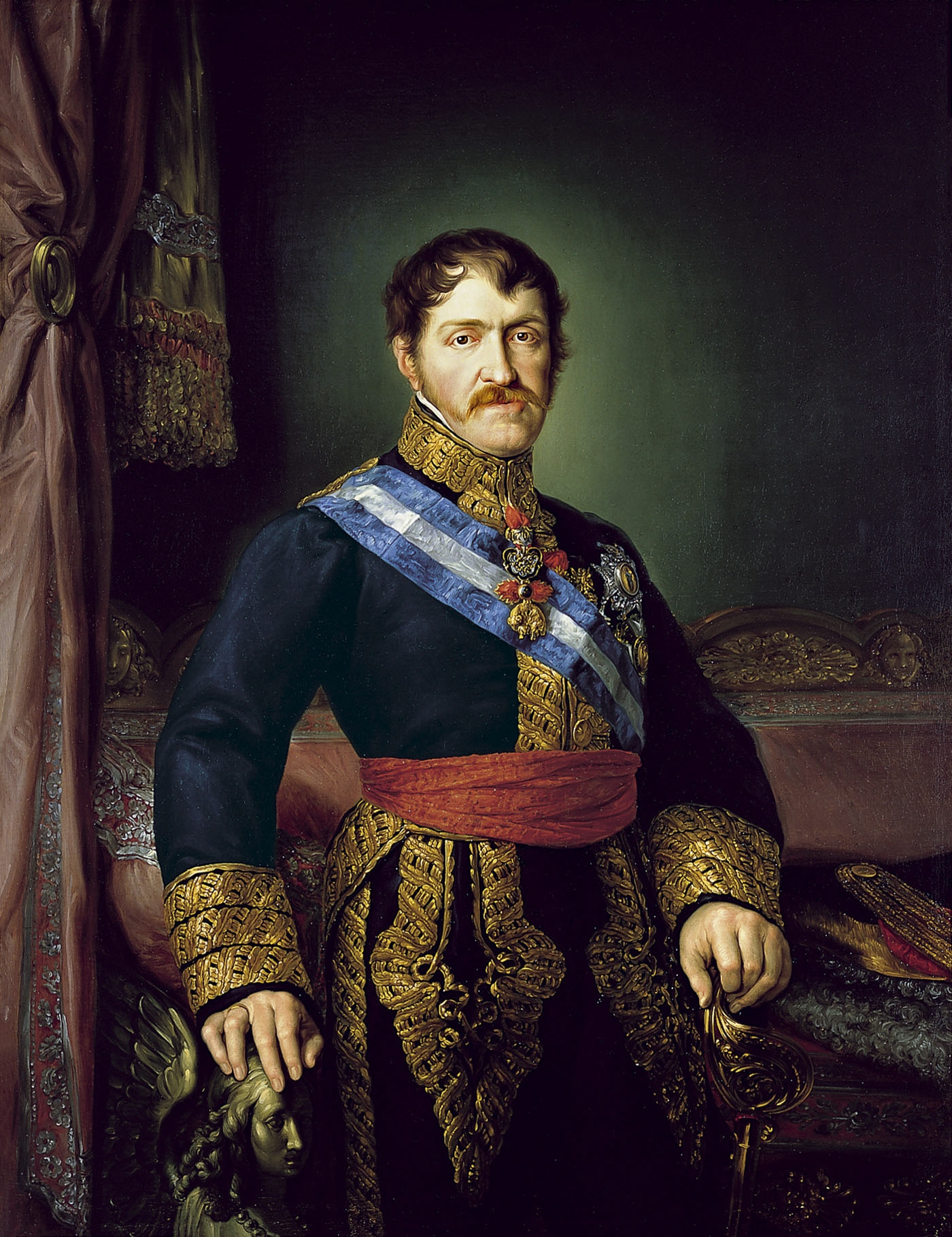
Retrato de Carlos María Isidro de Borbón, hermano del rey y heredero al trono, por Vicente López Portaña. El nombre de «Carlos V» fue aclamado en ocasiones por los ultras, cuyo ideario compartía.

En cuanto se confirmó que la Inquisición no iba a ser restablecida y se aprobó en mayo de 1824 la amnistía, aunque fuera tan extremadamente limitada, los ultras comenzaron a organizarse y a conspirar. Contaron con el firme sostén de la Iglesia española y de los Voluntarios Realistas, convertidos en el «brazo armado» del ultrarrealismo. Y además tenían el apoyo del heredero al trono y hermano del rey don Carlos, el de su esposa María Francisca de Braganza y el de su cuñada la princesa de Beira, hasta el punto que sus habitaciones en Palacio constituían el centro del «partido apostólico».

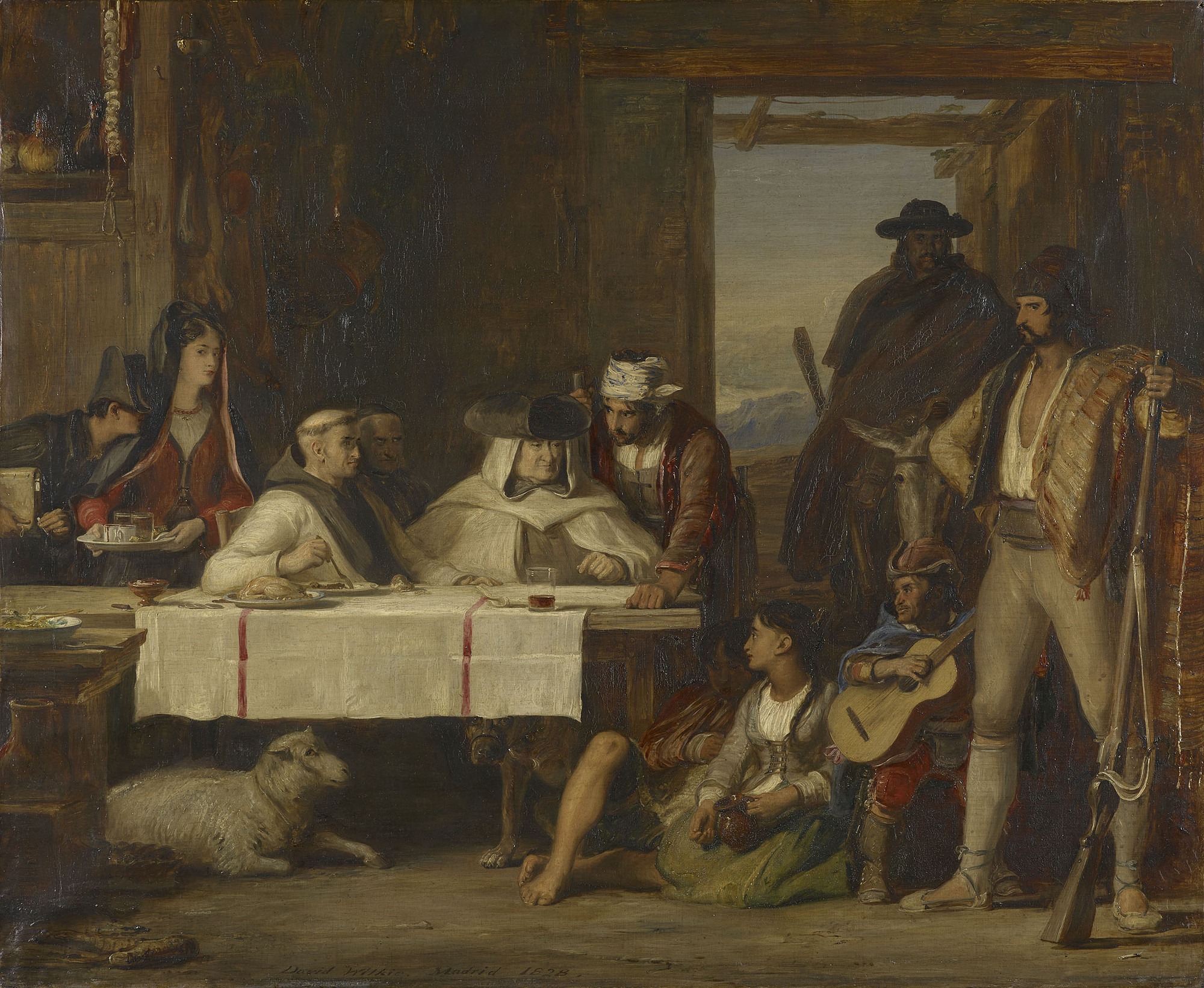
Cuadro de David Wilkie que representa la reunión en una posada del mando de un grupo guerrillero entre los que se encuentra un fraile. Wilkie estuvo en España entre octubre de 1827 y junio de 1828.

La primera insurrección «ultra» se produjo pocos días después de publicarse el decreto de la amnistía en mayo de 1824. La encabezó el jefe de partida realista aragonés Joaquín Capapé, conocido como El Royo Capapé. En Teruel reunió a varias decenas de oficiales y de soldados descontentos pero fueron apresados por las tropas enviadas por el gobernador de la provincia. Fue condenado al destierro por seis años a Puerto Rico, a donde llegó a finales de septiembre de 1827. Moriría poco después: el día de Navidad. En septiembre del mismo año de 1824 se produjo la segunda intentona, que esta vez se desarrolló en La Mancha, y que estuvo protagonizada, como la revuelta de Capapé, por oficiales realistas descontentos con el trato recibido tras haber participado en la campaña de 1823 que había acabado con el régimen constitucional. El cabecilla era Manuel Adame de la Pedrada, un antiguo jefe de las partidas realistas también conocido como ‘’El Locho”, y la justificación inmediata de la revuelta era, según declaró un testigo en la causa judicial, que «si el rey ha perdonado a los negros [a los liberales], nosotros no lo perdonamos». Sin embargo, la causa acabó por ser sobreseída porque prevaleció la idea de que la conjura había sido una maquinación «de los revolucionarios [liberales] para dividir y engendrar la discordia empezando por la Real familia». En la conjura también habían participado voluntarios realistas. Tenía planeado repartir entre sus hombres las tierras de un gran propietario local.

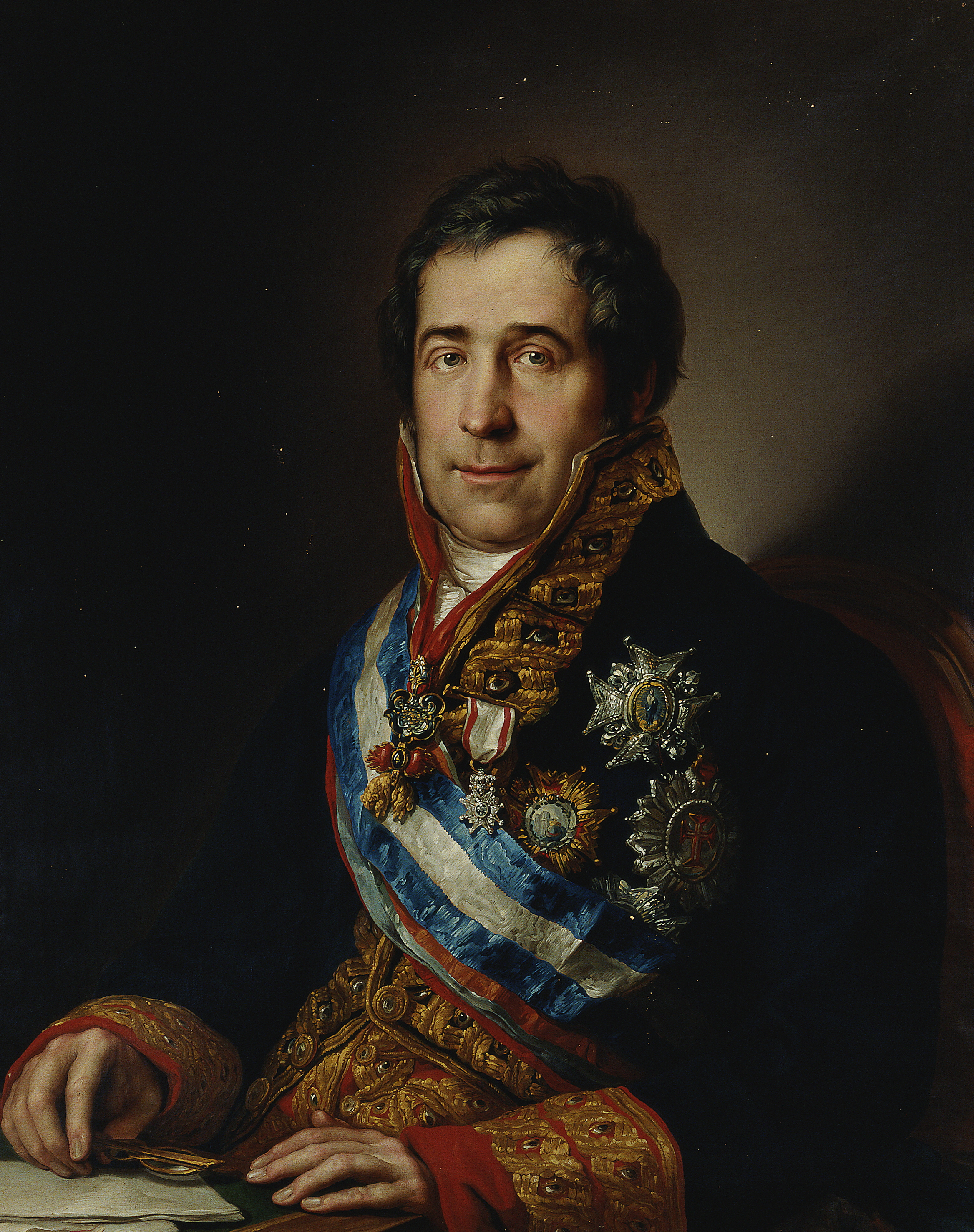
Francisco Tadeo Calomarde, un destacado ultra que fue Secretario del Despacho de Gracia y Justicia desde enero de 1824 a octubre de 1832.

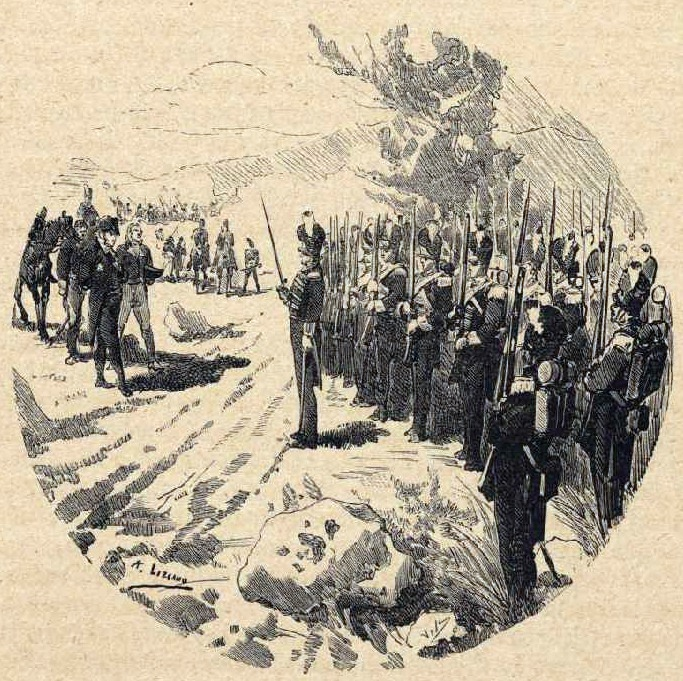
Ángel Lizcano: Fusilamientos de Bessières, ilustración de la obra de Fernando Fernández de Córdoba, Mis memorias íntimas, t. I, Madrid, Sucesores de Rivadeneyra, 1886. Biblioteca Nacional de España.

La tercera intentona insurreccional, la más seria de las tres, tuvo lugar en agosto de 1825. La encabezó el general realista Jorge Bessières. En la madrugada del 16 de agosto salió de Madrid al frente de una columna de caballería para incorporar en Brihuega (Guadalajara) a un grupo de voluntarios realistas comprometidos (Bessières había esparcido la noticia de que se pretendía restaurar la Constitución) y desde allí planeaba tomar Sigüenza, pero la llegada a esa localidad de tropas enviadas por el gobierno encabezadas por el conde de España ―eran 3000 hombres frente a los 300 de Bessières― le hizo desistir. Dejó marchar a su tropa y el día 23 fue capturado en Zafrilla. El 26 de agosto, por orden expresa del rey, fue fusilado en Molina de Aragón junto con los siete oficiales que habían permanecido junto a él ―una semana antes había sido ejecutado el guerrillero liberal El Empecinado en Roa―. La conjura de Bessières contaba con ramificaciones en la capital y muchos de los implicados, entre ellos ultras muy significados, algunos de ellos clérigos, fueron detenidos por la policía, pero pasaron muy poco tiempo en la cárcel por «la complicidad de algunas autoridades o, cuando menos, su temor a las consecuencias que para el gobierno podría tener una persecución general contra el partido ultra o carlista».
El levantamiento ultraabsolutista más importante de toda la década (y que está considerado como un «ensayo general» de la primera guerra carlista) fue la llamada «guerra dels malcontents» («guerra de los agraviados»). Tuvo su escenario principal en Cataluña, aunque también hubo insurrecciones ultras pero de menor entidad en el País Vasco, Valencia, Andalucía, Aragón y La Mancha. Comenzó en la primavera de 1827 con la formación de las primeras partidas realistas en las Tierras del Ebro. pero cuando llegó a su apogeo fue en verano. Los insurrectos, en su mayoría campesinos y artesanos, llegaron a movilizar en Cataluña entre 20 000 y 30 000 hombres y a mediados de septiembre ocupaban la mayor parte del Principado. Los dirigentes de la rebelión eran antiguos oficiales realistas del «ejército de la fe» que había combatido junto con el ejército francés de los Cien Mil Hijos de San Luis.
El 28 de agosto constituyeron en Manresa una Junta superior provisional de gobierno del Principado presidida por el coronel Agustín Saperes, llamado «Caragol», quien en un bando del 9 de septiembre insistía en la fidelidad al rey Fernando VII. Para legitimar la rebelión los «malcontents» alegaban que el rey Fernando VII estaba «secuestrado» por el gobierno por lo que su objetivo era «sostener la soberanía de nuestro amado rey Fernando», aunque también se dieron vivas a «Carlos Quinto», el hermano del rey y heredero al trono, que compartía el ideario ultra.

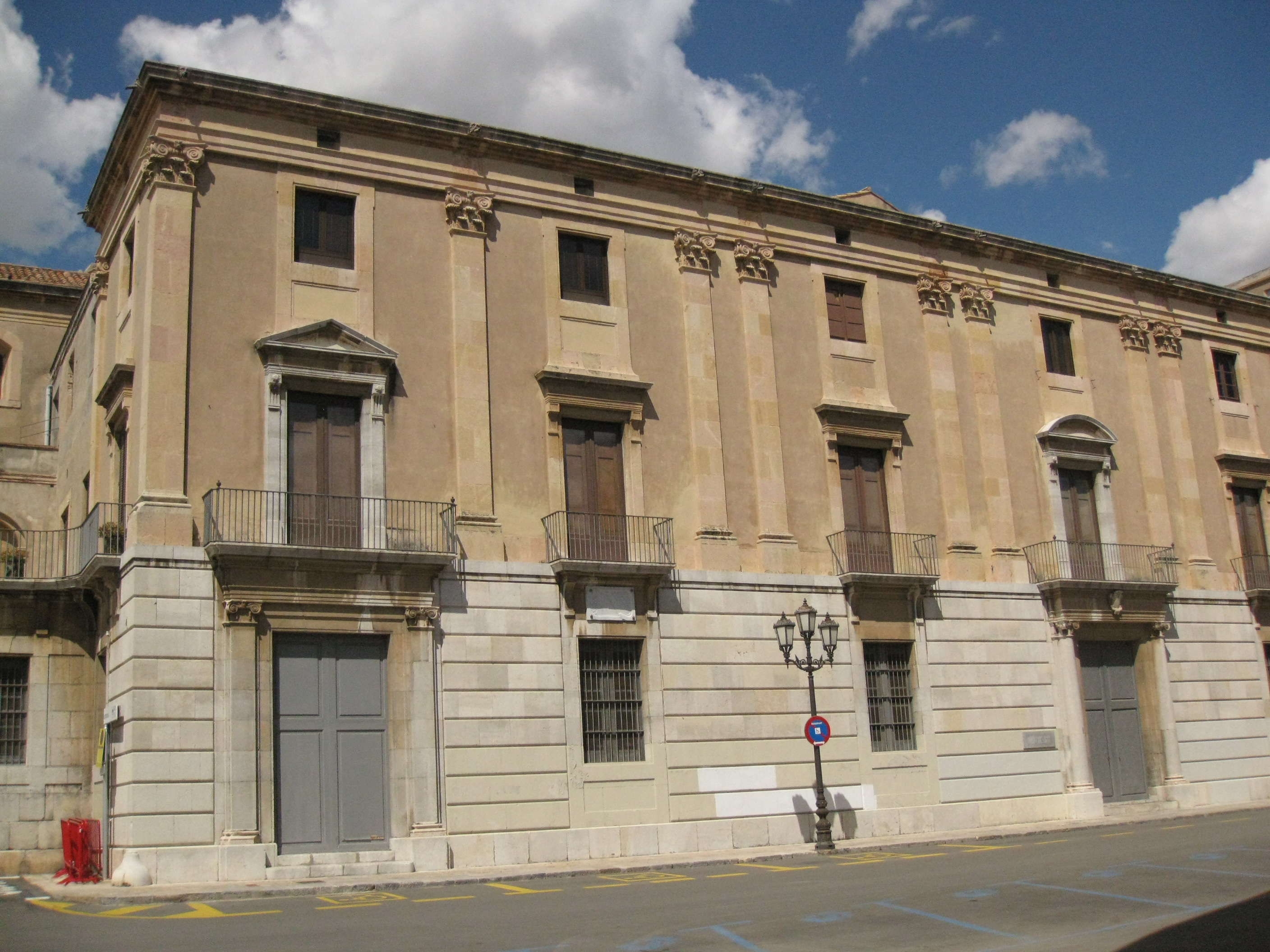
Palacio arzobispal de Tarragona. Allí firmó Fernando VII el Manifiesto para poner fin a la rebelión de los «malcontents».

Ante la magnitud de la rebelión y su extensión fuera de Cataluña el gobierno decidió enviar un ejército al Principado, con el notorio absolutista conde de España al frente como nuevo capitán general, y, al mismo tiempo, organizar una visita del rey a Cataluña (a donde llegó, vía Valencia, a finales de septiembre acompañado de un único ministro, el «ultra» Francisco Tadeo Calomarde) para disipar toda duda acerca de su supuesta falta de libertad y para que exhortara a los sublevados a que depusieran las armas. El 28 de septiembre se hizo público un Manifiesto de Fernando VII desde el Palacio arzobispal de Tarragona en el que decía:

Ya veis desmentidos con mi venida los vanos y absurdos pretextos con que hasta ahora han procurado cohonestar su rebelión. Ni yo estoy oprimido, ni las personas que merecen mi confianza conspiran contra nuestra Santa Religión, ni la Patria peligra, ni el honor de mi Corona se haya comprometido, ni mi Soberana autoridad es coartada por nadie.

El efecto del Manifiesto fue inmediato y provocó la rendición o la desbandada de muchos de los insurgentes. A los pocos días Manresa, Vic, Olot y Cervera se entregaron sin resistencia. Aunque la rebelión aún continuaría durante algunos meses, a mediados de octubre se podía dar por acabada. Durante ese tiempo, como ha señalado Juan Francisco Fuentes, «la represión actuó de forma implacable sobre los sublevados, con ejecuciones sumarias y detención de sospechosos tanto en Cataluña como en el resto de España, donde el levantamiento contaba con numerosos partidarios». La represión en Cataluña la dirigió el conde de España que también la extendió a los liberales, tras el abandono de Cataluña por parte de las tropas francesas que hasta entonces les habían protegido. «Los catalanes tardarían en olvidar la dureza practicada por el conde de España en la represión de los sublevados», ha afirmado Emilio La Parra López.
En cuanto a las consecuencias de la «guerra dels malcontents», Ángel Bahamonde y Jesús A. Martínez han subrayado que su fracaso marcó «un nuevo rumbo en los realistas». «Sintiéndose defraudados por un Rey legítimo que representaba sus principios y querían defender, la proclividad hacia la alternativa del Infante [don Carlos] empezó a tomar cuerpo».

### Las fracasadas conspiraciones liberales

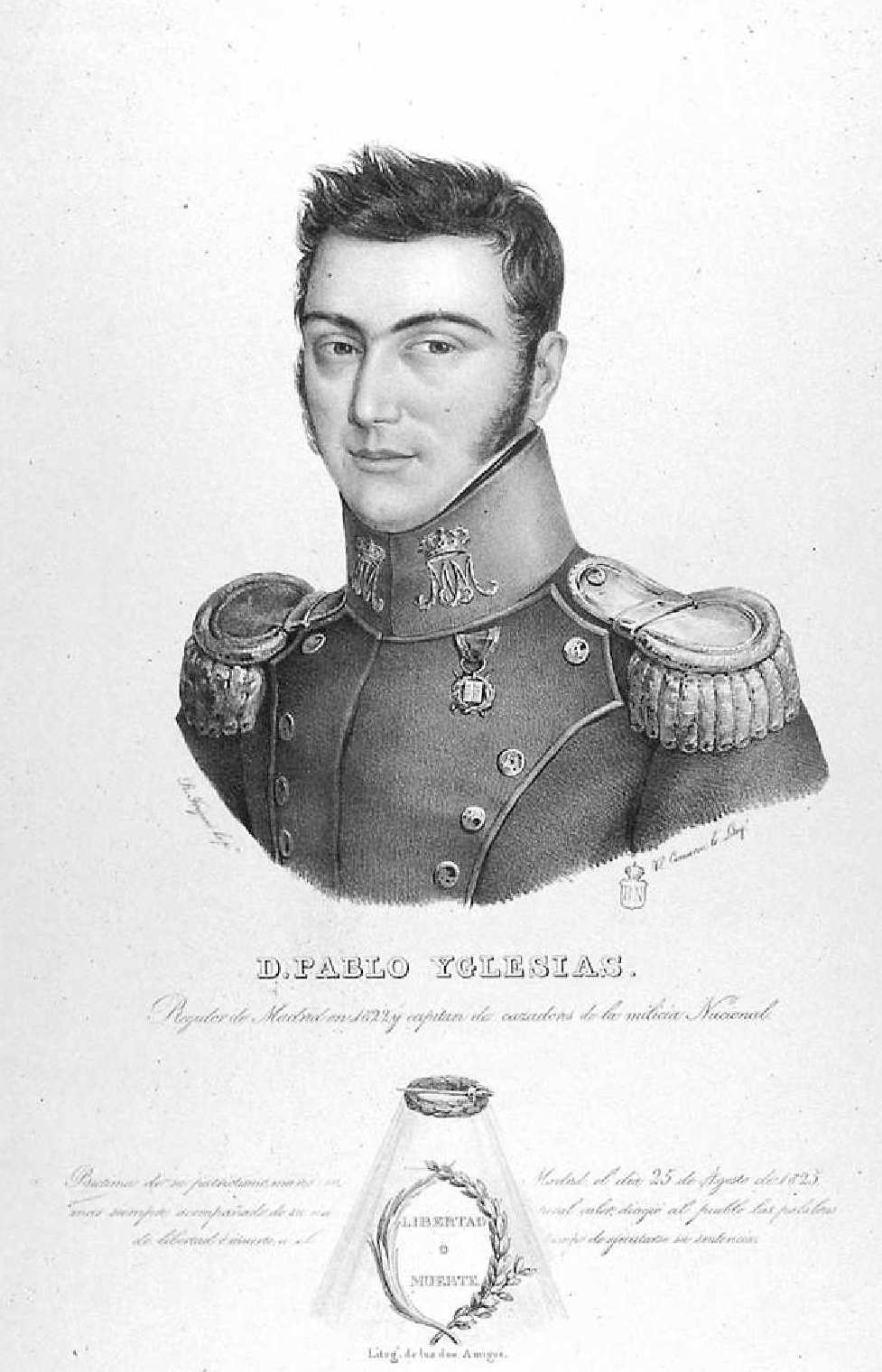
Pablo Iglesias, litografía de Vicente Camarón por pintura de R. Trajani. Inscripción: «D. PABLO YGLESIAS / Regidor de Madrid en 1822 y capitán de cazadores de la milicia Nacional/ Bíctima de su patriotismo murió en Madrid el día 25 de Agosto de 1825 / mas siempre acompañado de su natural valor, dirigió al pueblo las palabras / de libertad ó muerte, á el tiempo de ejecutarse su sentencia». Biblioteca Nacional de España.

Los liberales estaban convencidos de que se podía repetir la experiencia de la revolución de 1820, es decir, «de que bastaría con que un caudillo liberal pusiera pie en suelo español y proclamase la buena nueva de la libertad para conseguir que el pueblo entero le siguiese». «No comprendían que desde 1823 el terror había realizado su trabajo con mucha efectividad y que el gobierno, incompetente en materias como las de la hacienda, era mucho más eficaz en las artes de la vigilancia y la represión», ha afirmado Josep Fontana.
El primer intento en llevar a cabo esta «utopía insurreccional del liberalismo» tuvo lugar el 3 de agosto de 1824. Fue un pronunciamiento encabezado por el coronel exiliado Francisco Valdés Arriola que, partiendo desde Gibraltar, tomó la ciudad de Tarifa y mantuvo la posición hasta el 19 de agosto. Al mismo tiempo un segundo grupo dirigido por Pablo Iglesias desembarcaba en Almería con la esperanza de recibir el apoyo de «miles de adictos». Pero las dos operaciones fracasaron porque, en contra de lo que esperaban los liberales, no encontraron ningún apoyo de la población. Los más de cien capturados en la intentona, en cuya detención intervinieron también tropas francesas, fueron ejecutados inmediatamente. Pablo Iglesias sería ahorcado en Madrid el 25 de agosto del año siguiente, mientras que el coronel Valdés logró escapar a Tánger junto con unos cincuenta de sus hombres.
El segundo intento insurreccional estuvo protagonizado por el coronel Antonio Fernández Bazán y su hermano Juan que organizaron en febrero de 1826 un desembarco en Guardamar. Fueron perseguidos por los voluntarios realistas y apresados junto con los hombres a su mando. Todos ellos fueron fusilados. Antonio Fernández Bazán, malherido, fue torturado para que confesara «la trama y proyectos de sus conspiraciones» y, temiendo que muriera antes, fue fusilado el 4 de marzo en Orihuela «en la misma parihuela en que le llevaban por sus heridas gangrenosas».

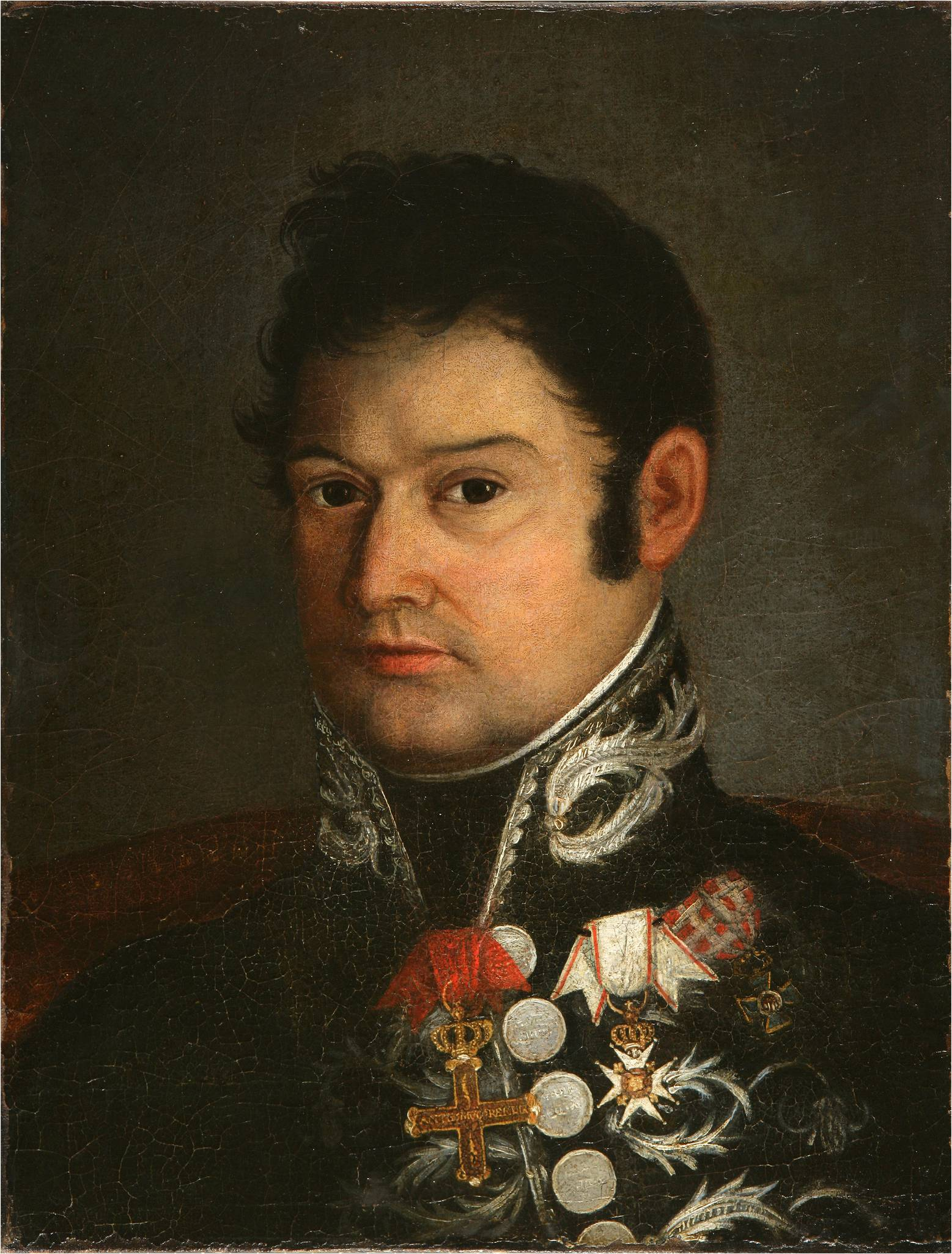
El general Francisco Espoz y Mina. Presidió en el exilio la Junta de Londres y encabezó un intento de invasión de España por Vera de Bidasoa.

El triunfo de la Revolución de Julio de 1830 que puso fin al absolutismo en Francia y dio paso a la monarquía constitucional de Luis Felipe de Orleans supuso un gran impulso a los planes insurreccionales de los exiliados liberales españoles que esperaban contar el apoyo del nuevo gobierno francés (aunque este finalmente, en cuanto consiguió el reconocimiento de Fernando VII, no sólo no los apoyaría sino que ordenaría disolver las concentraciones de liberales españoles en la frontera).
El 22 de septiembre de 1830 se formaba en Bayona una junta insurreccional a la que se sumó Francisco Espoz y Mina. En octubre y noviembre organizó varias expediciones militares en los Pirineos pero todas acabaron fracasando. La de Vera de Bidasoa, que se produjo entre el 20 y el 24 de octubre, la dirigió personalmente Mina. Coincidiendo con la operación de Vera de Bidasoa se produjo un intento de invasión por Cataluña encabezado por el coronel Antonio Baiges ―se hizo enarbolando la bandera tricolor francesa y la bandera tricolor de España (roja, amarilla y morada)―. Todas estas operaciones fracasaron porque no obtuvieron respuesta del interior y también porque se hicieron de forma precipitada debido a la presión de la gendarmería francesa desplegada en la frontera que les obligó a adelantar sus planes.

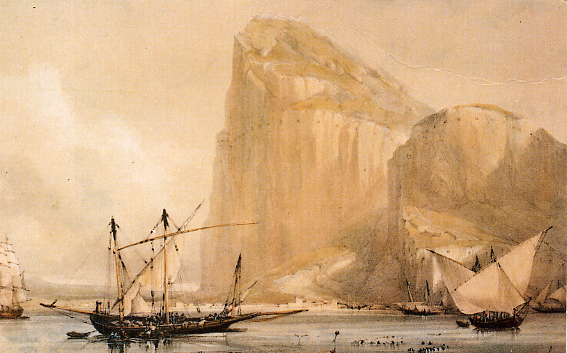
El peñón de Gibraltar hacia 1830.

Por su parte José María Torrijos, el otro líder del exilio liberal junto con Espoz y Mina, siguió preparando un levantamiento en el sur de España desde Gibraltar. Entre octubre de 1830 y enero de 1831 tuvieron lugar las dos primeras intentonas, por Algeciras y por La Línea de la Concepción, respectivamente, pero ambas fracasaron ―casi al mismo tiempo las juntas del interior fieles a Mina, coordinadas por una Junta Central de Madrid, encabezada por Agustín Marco-Artu, realizaban varias tentativas en el Campo de Gibraltar, la Serranía de Ronda y la bahía de Cádiz que también fracasaron―.
El 21 de febrero tomó Los Barrios Salvador Manzanares al frente de una cincuentena de hombres, pero no solo no recibieron la ayuda prometida de los liberales de la zona de Algeciras y de la Serranía de Ronda sino que fueron traicionados ―siete de los supervivientes pudieron huir y volver a Gibraltar; Manzanares también huyó pero fue finalmente apresado en Estepona y fusilado el 8 de marzo―. Casi al mismo tiempo se produjo una rebelión en Cádiz apoyada por una brigada de la marina que también fue aplastada ―los insurrectos que no lograron huir a África, donde se tuvieron que convertir al islam para salvar la vida, fueron ajusticiados por haber dado «el infame grito de libertad»—. En los días siguientes La Gaceta de Madrid anunciaba «el término de las tentativas revolucionarias en la Península», con un balance de «quince expediciones hechas por diferentes puntos y por diversos gefes [sic] desde al año de 24». Gracias a una delación a cambio de dinero, la policía detuvo a varios miembros de la junta que encabezaba en Madrid Marco-Artu. Alguno pudo escapar como el joven Salustiano Olózaga pero otros fueron ejecutados como Juan de la Torre, por haber dado un «viva la libertad», y el librero Antonio Miyar.

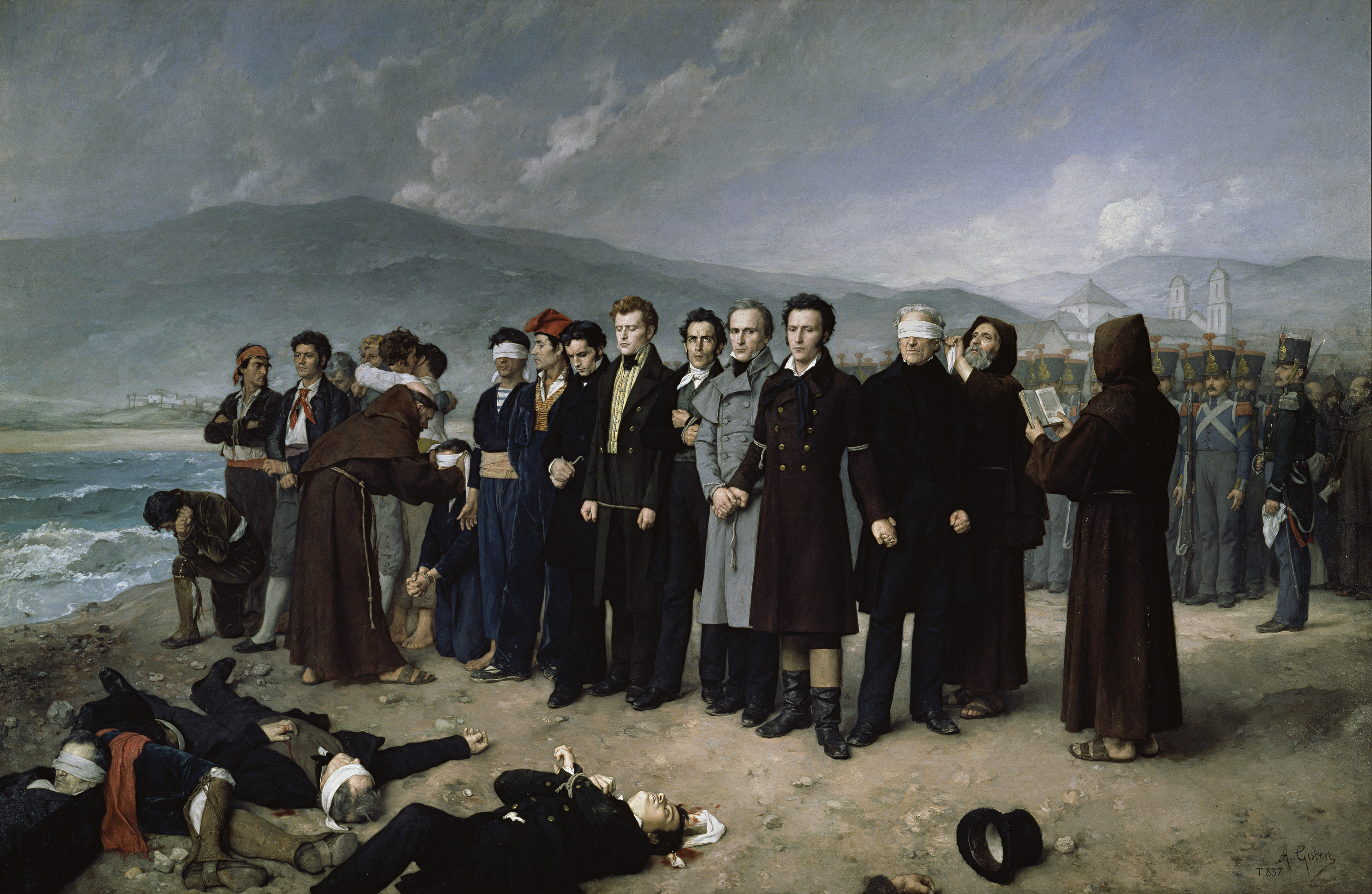
Fusilamiento de Torrijos en la playa de San Andrés (Málaga) por Antonio Gisbert Pérez, en 1888 (Museo del Prado).

A pesar de todos reveses José María Torrijos no se desanimó y encabezó el último intento de «rompimiento» por el sur al que se debían sumar los liberales del interior. El 2 de diciembre de 1831 Torrijos desembarcó en Fuengirola, engañado por el gobernador de Málaga, Vicente González Moreno, que se había hecho pasar por un conjurado liberal de nombre en clave «Viriato» y que fue quien organizó la trampa que concluyó con la detención el 5 de diciembre en Alhaurín el Grande, donde se habían refugiado, de Torrijos y de los 52 hombres que le acompañaban «enarbolando la bandera tricolor [roja, amarilla, morada] y gritando ¡Viva la libertad!». Fueron fusilados en dos turnos en la playa de San Andrés el 11 de diciembre, entre ellos un adolescente de quince años del que se creía que hacía las funciones de grumete pero que era ajeno a los hechos. González Moreno («Viriato») fue recompensado con el nombramiento de capitán general de Granada. La noticia del fusilamiento de Torrijos y de sus 48 compañeros que habían sobrevivido, difundida por toda Europa, causó una honda conmoción especialmente en Francia y en Gran Bretaña donde aparecieron numerosos artículos en la prensa denunciando la actuación del Gobierno español.
Con su fusilamiento «finalizó la trayectoria de una figura emblemática en la forma de entender el liberalismo y una larga secuencia de proyectos insurreccionales basados en el pronunciamiento. Se abandonaba esta estrategia como método de desbancar el absolutismo y una forma de entender la revolución liberal. El liberalismo llegaría a través de un complejo proceso de transición, que ya estaba empezando a configurarse». Unos meses antes (en mayo) había sido ejecutada Mariana Pineda, una joven viuda granadina, por habérsele encontrado una bandera morada en la que aparecían a medio bordar las palabras «Libertad, Igualdad, Ley».

### El final del reinado de Fernando VII y el pleito sucesorio (1830-1833)

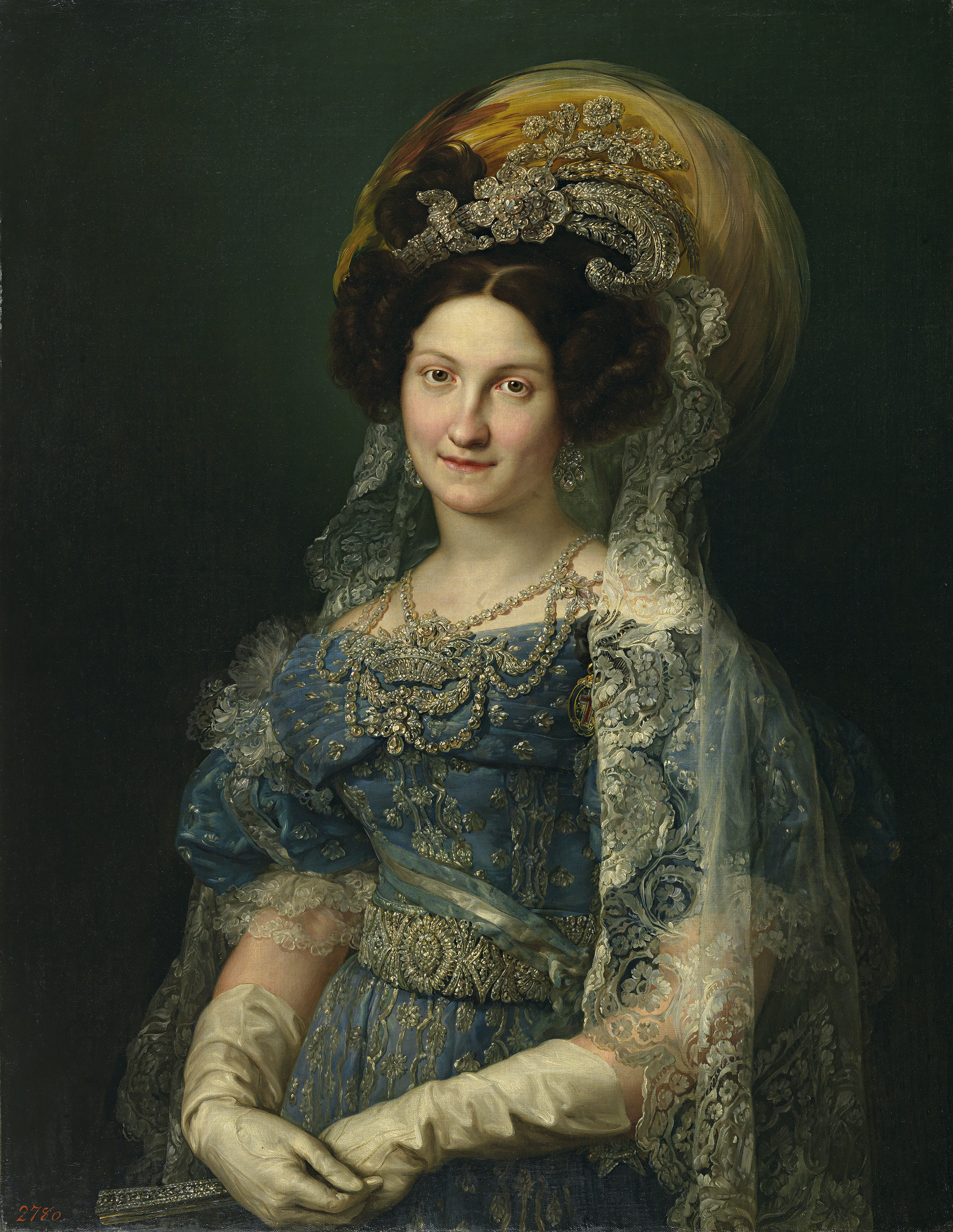
María Cristina de Borbón-Dos Sicilias retratada por Vicente López.

Tras la repentina muerte el 19 de mayo de 1829 de su tercera esposa, María Josefa Amalia de Sajonia, el rey anunció solo cuatro meses después (el 26 de septiembre) que iba a casarse de nuevo. La elegida para ser su esposa fue la princesa napolitana María Cristina de Borbón-Dos Sicilias, sobrina de Fernando y 22 años más joven que él. Se casaron por poderes el 9 de diciembre —el matrimonio fue ratificado el día 11— y pocos meses después (el 31 de marzo) Fernando VII hacía pública la Pragmática Sanción de 1789 aprobada al principio del reinado de su padre Carlos IV que abolía el Auto Acordado de 1713 por el que se había establecido en España la Ley Sálica que impedía que las mujeres pudiesen reinar. De esta forma Fernando VII se aseguraba que, si por fin tenía descendencia, su hijo o hija le sucederían. A principios de mayo de 1830, un mes después de la promulgación de la Pragmática, se anunció que la reina María Cristina estaba embarazada, y el 10 de octubre de 1830 nació una niña, Isabel, por lo que Carlos María Isidro de Borbón quedó fuera de la sucesión al trono, para gran consternación de sus partidarios ultraabsolutistas (ya reconocidos como «carlistas»).

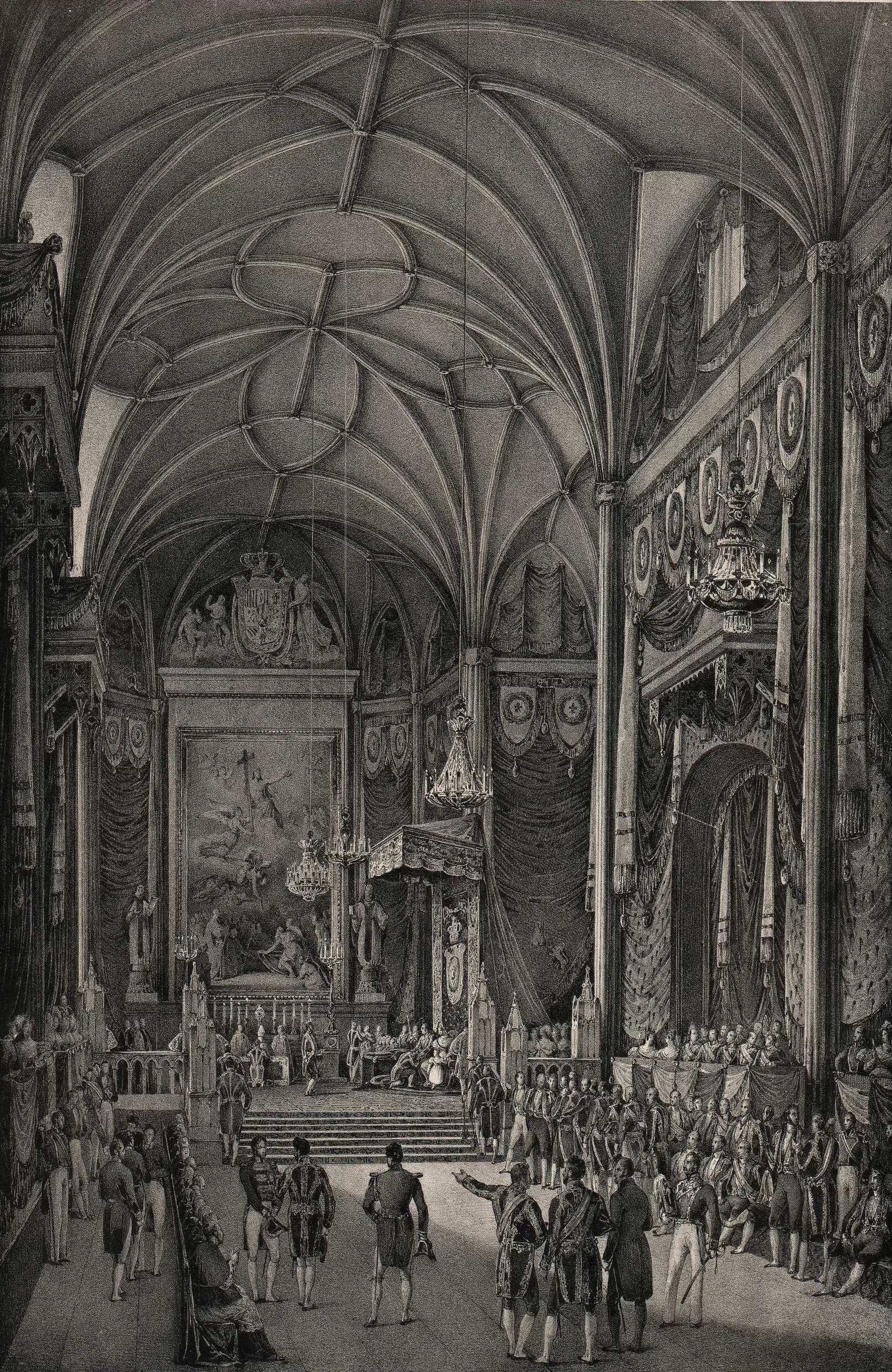
Grabado de la jura de la princesa Isabel por las Cortes reunidas en la Iglesia de san Jerónimo el Real el 20 de junio de 1833. A la «ostentosa» ceremonia le «siguieron diez días de fiestas: corridas a caballo en la Plaza Mayor, simulacros militares...».

Los «carlistas», a los que la publicación de la Pragmática de 1789 les pilló por sorpresa, no se resignaron a que la recién nacida Isabel fuera la futura reina e intentaron aprovechar la oportunidad que les proporcionó que el 16 de septiembre de 1832 se agravara el delicado estado de salud de Fernando VII —este se encontraba convaleciente en su palacio de La Granja (en Segovia)—. Su esposa la reina María Cristina, presionada y engañada por los ministros «ultras», el conde de Alcudia y Calomarde, y por el embajador del Reino de Nápoles (respaldado por el embajador austríaco, que es quien dirige «los hilos desde la sombra»), que le aseguraron que el Ejército no le apoyaría en su Regencia cuando muriera el rey (e intentando evitar una guerra civil, según su propio testimonio posterior), influyó en su esposo para que revocara la Pragmática Sanción del 31 de marzo de 1830. El día 18 el rey firmó la anulación de la Pragmática de la «ley sálica», por lo que la norma que impedía que las mujeres pudieran reinar, volvía a estar en vigor.
Pero inesperadamente Fernando VII recobró la salud y el 1 de octubre destituyó al gobierno, que incluía a los ministros que habían engañado a su esposa, y el 31 de diciembre anulaba en un acto solemne el decreto derogatorio que jamás se había publicado (pues el rey lo había firmado con la condición de que no apareciese en el periódico oficial La Gaceta de Madrid hasta después de su muerte), pero que los «carlistas» se habían encargado de divulgar. De esta forma Isabel, de dos años de edad, volvía a ser la heredera al trono.
La ruptura definitiva con los «carlistas» se produjo con motivo de la decisión que adoptó el Gobierno el 3 de febrero de 1833 de expulsar de la corte a la princesa de Beria por su implicación directa en las conspiraciones ultras y por la influencia que ejercía sobre su cuñado don Carlos, alentándole a que defendiera sus derechos a la sucesión frente a la hija del rey, Isabel. Inesperadamente don Carlos comunicó que, junto con su esposa María Francisca de Braganza y sus hijos, acompañaría a su cuñada en su viaje a Portugal. Salieron de Madrid el 16 de marzo y llegaron a Lisboa el 29. De esta forma don Carlos eludía jurar a Isabel como princesa de Asturias y heredera al trono. Durante las semanas siguientes Fernando VII y su hermano Carlos cruzaron una abundante correspondencia en la que quedó claro que este se negaba a jurar a Isabel como heredera («hallándome bien convencido de los legítimos derechos que me asisten a la corona de España», escribió), sellándose de esta forma la ruptura definitiva entre ambos. El rey acabó ordenándole que se instalara en los Estados Pontificios y que no regresara jamás a España, para lo que ponía una fragata a su disposición —orden que don Carlos no cumplió poniendo todo tipo de excusas—. El 20 de junio se reunían las Cortes tradicionales en la Iglesia de san Jerónimo el Real, como en 1789, para el juramento de Isabel como heredera de la Corona. Tres meses después, el domingo 29 de septiembre de 1833, moría el rey Fernando VII, iniciándose una guerra civil por la sucesión a la Corona entre «isabelinos» —partidarios de Isabel II—, también llamados «cristinos» por su madre, que asume la regencia, y «carlistas» —partidarios de su tío Carlos—.
| Predecesor: España durante la Guerra de Independencia | Periodos de la Historia de España Restauración absolutista en España | Sucesor: Reinado de Isabel II |